# 헨리 8세
헨리 8세(Henry VIII, 1491년 6월 28일 ~ 1547년 1월 28일)는 헨리 7세 뒤를 이은 잉글랜드 국왕이다. 튜더가로서는 두 번째 국왕이었다. 헨리 8세는 여섯 번에 이르는 결혼과 이 과정에서 로마 가톨릭 교회와 불화 끝에 수장령을 통해 잉글랜드 교회를 분리 독립 시킨 것으로 유명하다.
헨리 8세는 교황 수위권에 대항하기 위해 왕권신수설로 자신의 행위를 정당화하였고 이를 바탕으로 전제군주로서 행동하였다. 종종 반대자에게 정치적 반역 혐의와 함께 이단 혐의를 씌웠고,  사권박탈법으로 피의자의 법적 지위를 박탈하여 정식 재판 없이 처형하였다. 헨리 8세는 토머스 울지, 토머스 모어, 토머스 크롬웰, 토머스 크랜머 등 두드러진 인물을 총리로 두어 통치하였으나 자신의 뜻과 맞지 않을 때는 추방하거나 처형하기를 서슴치 않았다.
로마 교황청으로 가던 교회의 수입 상당수가 왕실로 향하게 됨으로서 헨리 8세는 유래없는 자금을 확보할 수 있었으나, 사치스러운 생활과 비효율적 국정 운영, 막대한 비용을 들인 전쟁 등으로 재정 사정은 좋지 못하였고 종종 파산 위기를 겪었다.
1535년과 1542년 웨일스 법을 통해 웨일스를 잉글랜드의 하위 구역으로 완전히 통합하였고, 1542년 아일랜드 군주법을 통해 아일랜드의 국왕으로 즉위하였다. 이후 20세기에 들어 아일랜드가 독립할 때까지 잉글랜드의 국왕은 자동적으로 아일랜드의 국왕을 겸임하였다.
당대 사람들은 헨리 8세를 매력적이나 야욕이 강한 카리스마 넘치는 통치자로 여겼다. 그는 스스로 글을 쓰고 음악을 만들며 다재 다능한 면모를 과시하였고 각종 스포츠와 게임, 도박 등 활동에도 열정을 보였다. 젊어서는 탄탄한 몸매를 지녔으나 점차 체중이 늘어 중년이 되자 심각한 과체중과 함께 여러 질병을 앓았다. 말년의 헨리 8세는 종종 음탕하고 이기적이며 편집증적인 폭군으로 묘사된다. 헨리 8세 사망 이후 당시 아홉살이었던 에드워드 6세가 후계를 계승하였다.

## 생애

### 출생과 성장
헨리 8세는 아버지 헨리 7세와 어머니 요크의 엘리자베스 사이에서 태어난 셋째 자녀로 위로 형 아서 튜더와 누나 마거릿 튜더가 있었고 동생으로 메리 튜더가 있다. 요크의 엘리자베스는 예닐곱의 아이를 낳았으나 당시 유럽은 일반적으로 영아사망율이 매우 높았고 헨리 8세의 형제들 역시 다수가 어릴적 사망하여 이 4 남매만이 유아기를 넘겨 살아남을 수 있었다. 1491년 6월 28일 켄트주 그리니치의 플라센시아궁에서 태어난 헨리 8세는 작은형제회 수도원에서 엑서터 주교인 리처드 폭스에게 세례를 받았다.
영아 사망의 위험을 넘겨 두 살이 된 1493년부터 헨리 8세는 국왕의 적자로서 도버 파수경, 육군 원수, 아일랜드 주둔군 부사령관 등의 여러 작위에 책봉되었는데 군사와 관련한 직위는 실제 권한이 있는 것이 아니라 잉글랜드 왕실의 관례에 따른 명예직이었다. 가장 중요한 작위는 요크 공작이었는데 이 역시 적장자인 아서 튜더에게 내려진 웨일스 공과 함께 잉글랜드 국왕의 차남에게 주어지는 관례적 작위이다. 1495년 5월 가터 훈장이 수여되었는데 당시 이러한 작위와 훈장의 수여는 그에 따른 연금을 지급함으로써 왕족 개개인에게 독립적인 자금을 수여하는 의미가 있었다.
헨리 8세는 차남이었기 때문에 형 아서가 왕위를 이을 것으로 여겨져 별 다른 주목을 받지 않았고 그에 따라 어린 시절의 기록 역시 많지 않다. 그는 여느 왕족과 같이 어려서부터 인문학과 언어를 배웠으며 라틴어와 프랑스어에 능통하고 이탈리아어도 어느 정도 구사하였다.
1501년 11월 형 아서 튜더와 아라곤 왕녀 카탈리나의 결혼식이 있었다. 카탈리나는 이제 막 카스티야 왕국과 아라곤 왕국의 연합으로 새로운 강자로 떠오르고 있던 스페인 이사벨 1세의 딸로 헨리 7세는 양국의 동맹을 위해 이 결혼을 추진하였다. 헨리 8세는 요크 공작으로서 아버지 헨리 7세의 최측근으로 이 결혼식에 참석하였다.
1502년 카탈리나와 결혼한 지 20주에 불과하였던 형 아서가 사망하였다. 장자의 갑작스런 죽음은 아버지였던 헨리 7세에게 큰 충격이었고, 헨리 7세는 차남 헨리 8세에 대해 별다른 기대를 하고 있지 않았기 때문에 자신의 정식 후계자로 지명하는 것조차 서두르지 않았다. 아서가 사망한 지 2년이 지난 1504년 콘월 공작 및 웨일스 공의 지위를 포함한 모든 권리가 헨리 8세에게 계승되었고, 차남이었던 헨리 8세는 왕위계승권자가 되었다. 그 때까지도 별다른 왕위 계승을 위한 교육은 없었기 때문에 당대 사람들은 헨리 8세를 "제왕학을 배우지 않은 채 갑자기 왕위를 계승하게 된" 왕자로 묘사하였다.
아서 튜더가 사망하자 헨리 7세는 스페인과의 외교 관계에도 위기를 맞았다. 남편이 사망하여 홀 몸이 된 카탈리나가 귀국하고자 할 경우 막을 명분 없었기 때문이다. 헨리 7세는 아서를 대신하여 왕위계승자가 된 헨리 8세를 카탈리나와 결혼시켜 이 문제를 해결하고자 하였다. 이러한 결정은 스페인의 이사벨 1세 역시 동의하였고 1503년 6월 23일 헨리 8세는 카탈리나와 약혼하였다. 당시 열셋 나이의 헨리 8세는 아직 결혼하기에는 너무 어린 나이였지만 양국의 군주는 정략 결혼을 밀어붙였다. 이사벨 1세가 사망하자 공동통치자였던 페란도 2세는 단독으로 스페인의 군주가 되었지만 이사벨 1세의 딸로서 왕위를 주장할 수 있는 카탈리나는 골치거리였다. 페란도 2세는 카탈리나를 잉글랜드에 영구적으로 주재하는 대사로 임명하여 사실상 스페인 귀환을 막았다. 이듬해 열네살이 된 헨리 8세는 한 때 형수였고 나이차도 컸던 카탈리나와 결혼하기 싫다고 거부하였지만 헨리 7세는 아들의 뜻을 들어줄 마음이 없었다. 한편 카탈리나 역시 이 결혼이 마음에 내키지는 않았지만 이미 스페인 귀국이 불가능해 진 시점에서 헨리 8세와 재혼을 "신이 주신 숙명"으로 여기기로 마음 먹었다.
1506년 2월 신성 로마 제국의 막시밀리안 1세는 차기 잉글랜드 국왕이 될 것이 확실해진 헨리 8세에게  황금양모 기사 작위를 수여하여 양국의 우호적 관계를 희망하였다.

### 즉위 초기

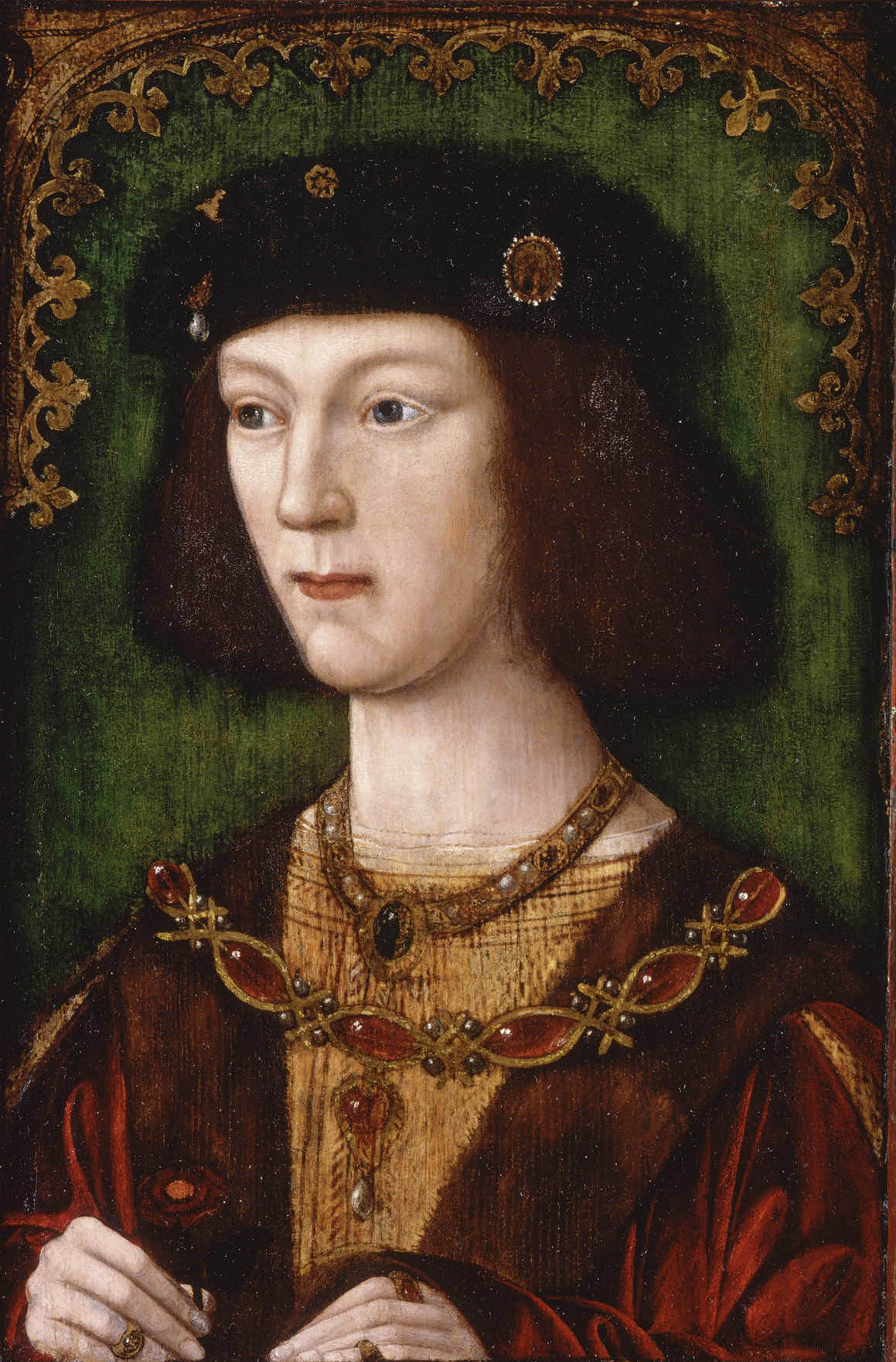
메인나트 웨윅이 그린 1509년 무렵 헨리 8세의 초상화

1509년 4월 21일 아버지 헨리 7세가 사망하자 헨리 8세가 왕위를 계승하였다. 5월 10일 아버지의 장례식을 치르고 이루어진 즉위식에서 헨리 8세는 그간의 태도를 바꾸어 형수인 카탈리나와 결혼하겠다고 선언하였다. 당시 신성 로마 제국은 헨리 8세의 파혼에 대비하여 오스트리아의 레오노르와 결혼을 통한 동맹을 추진하고 있었으나 헨리 8세의 이러한 태도 변화로 실패하였다. 왕세자 시절 형과 결혼한 형수를 아내로 맞이하는 것은 부당한 것이라고 교황청에까지 탄원하였던 헨리 8세의 결혼 반대는 이 선언으로 공식적 판단 없이 종결되었지만, 훗날 헨리 8세가 파혼을 결심할 때 다시 들고 나오는 명분이 된다. 헨리 8세는 아버지의 유언을 지키기 위해 결혼한다고 주장하였는데 사실이든 아니든 자신의 입장 변화를 설명하기에 좋은 방안이었다. 헨리 8세와 카탈리나는 1509년 6월 11일 그리니치의 수도원에서 결혼식을 올렸다.
1509년 6월 23일 헨리 8세는 막 결혼한 카탈리나를 대동하고 웨스트민스터 사원에서 성대한 대관식을 가졌다. 카탈리나는 스페인의 페란도 2세에게 "연일 이어지는 축제 속에 지내고 있다"고 편지를 썼다.
대관식 이후 정식으로 잉글랜드를 통치하게 된 헨리 8세는 아버지 시절 장관이었던 리처드 엠슨과 에먼드 더들리를 반역죄로 처형하였는데, 이는 훗날 자신의 의사에 반하는 신료를 반역으로 몰아 축출하는 헨리 8세의 전형적인 지배 전략의 단초를 보여준다. 리처드 엠슨과 에먼드 더들리는 헨리 7세 시기 국왕이 축출을 원하는 고위 귀족에게 형벌 채권을 발행하여 이들을 몰락시키는 일을 담당하였다. 형벌 채권은 반역 등의 혐의에 대해 재판 없이도 채무를 부가할 수 있는 방법으로 헨리 7세는 이를 귀족들에 대한 통치 수단으로 활용하였지만, 단지 국왕의 눈 밖에 났다는 이유 하나로 일순간에 재산이 몰수되고 가문이 몰락하는 형벌 채권에 대한 귀족의 반발은 컸다. 헨리 8세는 이를 두 장관의 전횡 탓으로 돌려 아버지의 허물을 감추면서 동시에 불만이 팽배하였던 귀족들을 달랠 수 있었다. 헨리 8세는 리처드 엠슨과 에먼드 더들리를 굶주린 늑대 우리에 던져 넣는 잔혹함을 보였다.:277-278
한편 장미 전쟁 이후 몰락하였으나 여전히 잠재적인 왕위 경쟁자였던 요크가에 대해서는 아버지보다 더 부드러운 방식으로 대했다. 헨리 8세는 토머스 그레이를 비롯하여 투옥되어 있던 요크가 인물들 다수를 석방하고 사면하였다. 헨리 8세의 이러한 관용은 당연히 댓가가 따르는 것이었다. 그는 자신에게 충성을 보일 만한 인물들을 선별적으로 골라 사면하였고, 그렇지 않았던 에드워드와 리처드 드라폴 형제는 결국 참수하였다.
카탈리나는 결혼 직후 임신하였으나 1510년 1월 31일 딸을 사산하였고 4개월 쯤 지나 다시 임신하였다. 1511년 1월 1일 첫 아들이 태어나자 헨리 8세는 크게 기뻐하며 아버지로부터 물려받은 자신의 이름 헨리를 물려주며 콘월 공작의 작위를 내렸다. 그러나 콘월 공작 헨리는 태어난 지 두 달을 지나지 못하고 사망하고 말았다. 이후로도 카탈리나는 1513년과 1515년에도 아이를 사산하였고 1516년 2월 딸 메리를 낳았다. 연이은 사산으로 소원해졌던 헨리 8세와 카탈리나의 사이는 메리의 출생으로 약간이나마 개선되었다.
헨리 8세는 카탈리나와 원만하게 지냈다고 알려져 있으나, 헨리 8세 역시 정부를 두었다. 헨리 8세의 정부로는 앤 헤이스팅스와 엘리자베스 블라운트 같은 사람들이 거론된다. 특히 엘리자베스 블라운트는 1516년부터 약 3년 동안 헨리 8세의 정부 노릇을 했다. 당시 유럽의 남성 고위 귀족이 결혼한 아내 외에 정부를 두는 것은 일반적이었으며 헨리 8세의 경우는 오히려 정부의 수가 적은 편이라는 평가를 받는다. 헨리 8세가 얼마나 많은 정부를 두었는 지는 명확치 않아 소수의 몇 명이었다는 설에서 부터 제법 많은 수였다는 설까지 의견이 분분하다. 카탈리나는 헨리 8세가 정부를 두는 것에 별다른 반응을 보이지는 않았다. 1518년 카탈리나는 또 다시 여아를 사산하였고 1519년 블라운트는 헨리 8새의 사생아인 헨리 피츠로이를 낳았다. 헨리 8세는 1925년 헨리 피츠로이를 자신의 아들로 공인하고 리치몬드 공작의 작위를 부여하였다. 일반적으로 사생아에게는 왕위계승권이 부여되지 않지만 카탈리나와 사이에 아들이 없었던 헨리 8세는 만약을 대비하여 리치몬드 공작에게 계승권을 부여하는 왕위계승법 개정을 준비하고 있었다. 그러나 이러한 계획은 1536년 7월 리치몬드 공작이 25세의 나이로 자녀 없이 사망하며 무산되었다.

### 여섯 아내들과의 관계
헨리 8세는 아버지 헨리 7세의 차남으로 원래는 형인 아서 튜더가 왕위를 계승하게 되어 있었으나, 아서가 젊은 나이에 요절하여 왕세자가 되었다. 헨리 8세의 첫 아내 아라곤 왕녀 카탈리나는 형 아서와 결혼하기로 되어 있었지만 아서가 사망한 뒤 스페인과의 지속적인 동맹을 원하였던 헨리 7세의 뜻에 따라 헨리 8세와 결혼하였다. 1509년 왕위 계승과 함께 이루어진 결혼 당시 헨리 8세는 17세, 카탈리나는 24세로 나이 차이가 꽤 있었으나 금슬은 나쁘지 않았다. 카탈리나는 몇 차례의 유산 끝에 1511년 콘월 공작 헨리를 출산하였으나 첫 아들은 생후 1개월을 넘지기 못하고 사망하였고 이후 장녀 메리 1세를 낳은 뒤 몇 차례의 임신도 유산하다 폐경을 맞았다.
잉글랜드는 12세기 수 개월의 짧은 기간 동안 왕위에 있던 마틸다의 사례를 제외하면 여성이 군주가 된 전례가 없었고, 여왕이 즉위하여 결혼하면 튜더가의 명맥이 끊길 것을 우려하여, 헨리 8세는 후계를 이을 아들을 간절히 원했다. 또한 헨리 8세는 프랑스의 왕위계승권도 주장하고 있었기 때문에 살리카법을 근거로 여성의 왕위 계승을 부정하고 있던 프랑스 왕좌에 대한 야망을 위해서라도 후계자는 아들이 되어야만 하였다. 이런 상황에서 카탈리나가 폐경으로 더 이상 자녀를 가질 수 없게 된 일은 헨리 8세에게는 매우 중대한 위기로 다가왔다.
헨리 8세는 카탈리나와 파혼하고 아들을 낳을 수 있는 젊은 여성과 재혼하고자 하였다. 당시 유럽의 기독교는 가톨릭과 개신교를 막론하고 결혼을 배우자가 사망할 때까지 유지하여야만 하는 신성한 것으로 여겼으나 실제로는 갖가지 예외를 들어 결혼을 무효화함으로써 이혼의 길을 열어두고 있었기 때문에 헨리 8세 역시 교황청의 승낙을 얻어 카탈리나와의 결혼을 무효로 선언하고자 하였다. 헨리 8세는 카탈리나가 이미 형인 아서 튜더와 결혼한 상태였기 때문에 자신과 한 결혼은 무효라는 주장을 폈으나 받아들여지지 않았고 결국 수장령을 통해 잉글랜드 교회를 로마 가톨릭에서 분리 독립하는 강경한 대립을 통해 원하는 바를 강행하였다. 이에 교황청 역시 헨리 8세를 파문하는 것으로 대응하였다.
이후 헨리 8세는 앤 불린, 제인 시모어, 클레페 공녀 아나, 캐서린 하워드, 캐서린 파 등의 아내를 맞았다. 앤 불린은 딸 엘리자베스를 낳았으나 헨리 8세와 불화 끝에 반역과 간통 혐의로 처형되었고, 제인 시모어는 헨리 8세가 그토록 고대하던 아들 에드워드를 낳았으나 산욕열로 출산 직후 사망하였다. 클레페 공녀 아나는 토머스 울지가 협상 끝에 잉글랜드로 오게 하였으나 마음에 들지 않는다는 이유로 파혼하였으며, 캐서린 하워드는 불화 끝에 처형되었다. 헨리 8세는 말년에 이르러 맞이한 캐서린 파와는 비교적 원만한 생활을 유지하였으나 얼마 지나지 않아 자신이 병으로 사망하고 만다. 캐서린 파는 헨리 8세 사망 이후 제인 시모어의 혈육인 토머스 시모어와 재혼하였다.

#### 카탈리나 다라곤

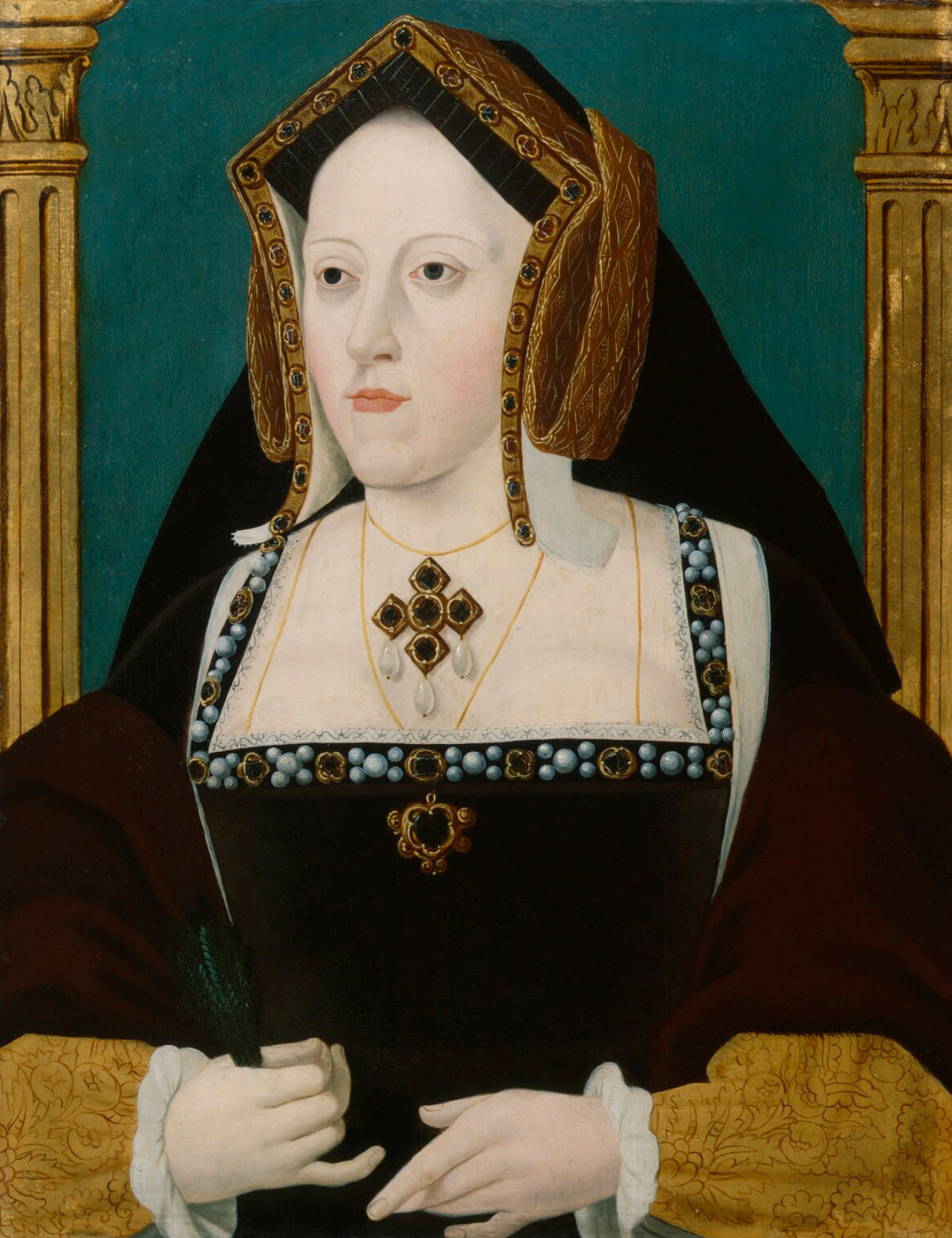
아라곤 왕녀 카탈리나

헨리 8세는 카탈리나의 시녀였던 메리 불린을 정부로 두었고 메리가 낳은 두 자녀 헨리 케리와 캐서린 케리는 헨리 8세의 사생아로 짐작되었지만, 헨리 피츠로이의 경우와 달리 헨리 8세는 이 둘을 자신의 자녀로 인정하지 않았다. 1525년 마흔이 된 카탈리나가 폐경을 맞아 더 이상 아이를 가질 수 없게 되자 간절히 아들을 원하던 헨리 8세는 더 이상 기다리지 못하는 심정이 되었다.
당시 헨리 8세에게는 몇 가지 선택지가 있었다. 첫번째 방법은 엘리자베스 블라운트와 사이에서 태어난 헨리 피츠로이를 후계로 지명하는 것이었다. 헨리 피츠로이는 사생아로서 유산이나 승계에 대한 권리를 주장할 수 없는 처지였으나, 아버지가 사생아를 공식적인 아들로 인정하고 후계자로 세우는 것은 드물지만 가끔 이루어지는 일이었기 때문이다. 헨리 8세는 실제로 헨리 피츠로이의 후계 지명을 시도하였으나 피츠로이가 젊은 나이에 사망하여 뜻을 이루지는 못하였다. 두번째 방법으로는 카탈리나와 사이에서 태어난 장녀 메리를 혼인시켜 손자를 낳으면 왕위를 손자에게 주는 것이었지만, 메리의 나이가 너무 어렸기 때문에 자신이 사망하기 전까지 손자를 볼 수 있으리라 기대할 수 없었다. 마지막으로 카탈리나와 파혼하고 새 왕비를 맏는 방법이 있었는데, 서른 넷으로 아직 건장한 청년이었던 헨리 8세는 파혼과 재혼을 가장 확실한 방법으로 선택하였다.
비록 유럽에서는 이미 종교개혁이 한창이었지만, 헨리 8세는 카탈리나와 파혼이 가톨릭과 갈등을 일으키리라고 생각하지 않았다. 교황청과 동맹을 맺고 프랑스를 상대로 전쟁까지 벌이며 교황 레오 10세로 부터 신앙의 수호자 칭호까지 받은 그는 교황 수위권에 도전할 이유가 없었다. 당시 유럽의 기독교는 가톨릭과 개신교를 막론하고 결혼을 배우자가 사망할 때까지 유지하여야만 하는 신성한 것으로 여겼으나 실제로는 갖가지 예외를 들어 결혼을 무효화함으로써 이혼의 길을 열어두고 있었기 때문에 헨리 8세 역시 교황청의 승낙을 얻어 카탈리나와의 결혼을 무효로 선언하고자 하였다. 헨리 8세가 언제부터 파혼을 결심하였는 지는 확실치 않으나 1527년 무렵이 되면 카탈리나가 "신이 보시기에 황폐한" 상태로 더 이상 후계자를 낳을 수 없다고 확신하고 있었다.
제 형제의 아내를 데리고 사는 것은 추한 짓이다. 그것은 제 형제의 부끄러운 곳을 벗긴 것이므로 그가 후손을 보지 못하리라.
 — 레위기 20장 21절
헨리 8세는 즉위 전 카탈리나와 결혼을 거부하던 때의 논리를 다시 들고 나와 카탈리나는 형 아서 튜더와 이미 결혼하였기 때문에 자신과의 결혼은 무효라 주장하였다. 토머스 크랜머는 헨리 8세의 파혼을 정당화하기 위해 레위기 20장 21절을 신학적 근거로 내세웠는데, 이러한 주장은 로마 가톨릭뿐만 아니라 마르틴 루터에게도 반박되었다. 루터는 성서가 차라리 중혼을 허용할 지언정 헨리 8세와 같은 이유로 파혼을 정당화하지는 않는다고 비판하였다. 이는 훗날 헨리 8세가 루터 교회가 아닌 독자적 행보를 보일 수 밖에 없는 이유가 되었다.
헨리 8세는 카탈리나를 수녀원으로 보내고 이 문제를 비밀리에 처리하고자 하였으나 교황 클레멘스 7세가 파혼을 단호히 반대하고 나서자 공개적으로 처리할 수 밖에 없게 되었다. 메디치가 출신인 클레멘스 7세는 프랑스와 합스부르크가가 벌이는 이탈리아 패권 경쟁에서 기존의 동맹 관계를 바꾸어 프랑스와 동맹을 맺었다가 신성 로마 제국의 군대에 로마가 포위되는 위기에 처해 있었기 때문에 잉글랜드와 스페인의 결별을 의미하는 헨리 8세의 파혼을 선듯 인정하기 어려울 수 밖에 없었다. 헨리 8세는 자신이 이미 작성한 교황의 교서 초안을 보내며 승인을 촉구하였는데 이 역시 여러모로 위태로운 상황에 있던 교황이 자신의 권위를 유지하기 위해서라도 반발할 수 밖에 없게 만들었다. 가톨릭 입장에서 성서에 대한 신학적 해석은 교황 고유의 권한이었기 때문이다.
1528년 로렌초 캄페지오가 교황의 특사로 런던에 파견되어 파혼 심판을 맡았고, 클레멘스 7세의 의도에 따라 헨리 8세의 파혼을 불허하였다. 1529년 7월 로마에서 다시 열린 심판에서도 교황의 결심은 확고하여 파혼이 허락되지 않았고 헨리 8세는 분노하여 추기경이자 총리였던 토머스 울지에게 책임을 물었다. 헨리 8세 즉위 이후 최측근으로서 대내외 정무를 처리하던 울지는 "갑작스럽고 총체적인 총애의 철회"에 당혹스러워 하였다. 헨리 8세는 결국 토머스 울지를 반역죄로 몰았고 울지는 재판을 기다리다 사망하고 만다. 헨리 8세는 잠시 직접 정부를 이끌다 새로운 추밀원 수장으로 토머스 모어를 선택하였다. 토머스 모어는 독실한 가톨릭 신자였지만 파혼 문제에 대해서는 헨리 8세를 지지하였다. 토머스 모어에게는 울지가 실패하였던 불가능해 보이는 임무가 주어졌다. 교황에게는 국왕의 파혼 승인을 설득해야 하였고 헨리 8세에게는 가톨릭 잔류를 설득해야 하였던 것이다.
헨리 8세는 카탈리나와 파혼 문제로 교황청과 지리한 협상을 이어갔으나 해결될 기미가 보이지 않았다. 더 이상 협상이 의미가 없다고 판단한 헨리 8세는 결국 독단적 행보를 시작하게 되었다. 이 시기 헨리 8세는 이미 메리 불린의 동생 앤 불린과 내연 관계에 있었다. 1532년 잉글랜드 교회의 최고위 성직자인 캔터베리 대주교 윌리엄 워햄이 사망하자 헨리 8세는 교황의 주교 서임권을 인정하지 않고 자신의 파혼 주장을 옹호하여 왔던 토머스 크랜머를 그 자리에 임명하였다. 이때 까지만 해도 이 일은 중세 시기부터 반복되어 온 서임권 투쟁의 하나로 보였다. 1533년 독단으로 파혼을 결정하고 카탈리나를 출궁시키고 앤 불린과 재혼하자 헨리 8세와 로마 교황청은 결국 돌이킬 수 없는 지경에 이르렀다. 헨리 8세는 교황은 그저 로마의 주교일 뿐이며 잉글랜드 교회는 그와 분리된 독자적인 교회라 선언하고 잉글랜드의 군주가 교회의 수장을 겸하는 수장령을 선포하였다. 토머스 모어는 헨리 8세의 파혼을 지지하고 있었으나 교회의 분리는 받아들일 수 없었기에 이를 반대하다 처형되고 만다. 한편 교황 클레멘스 7세는 헨리 8세와 토머스 크랜머를 파문하여 이에 대응하였다.

#### 앤 불린

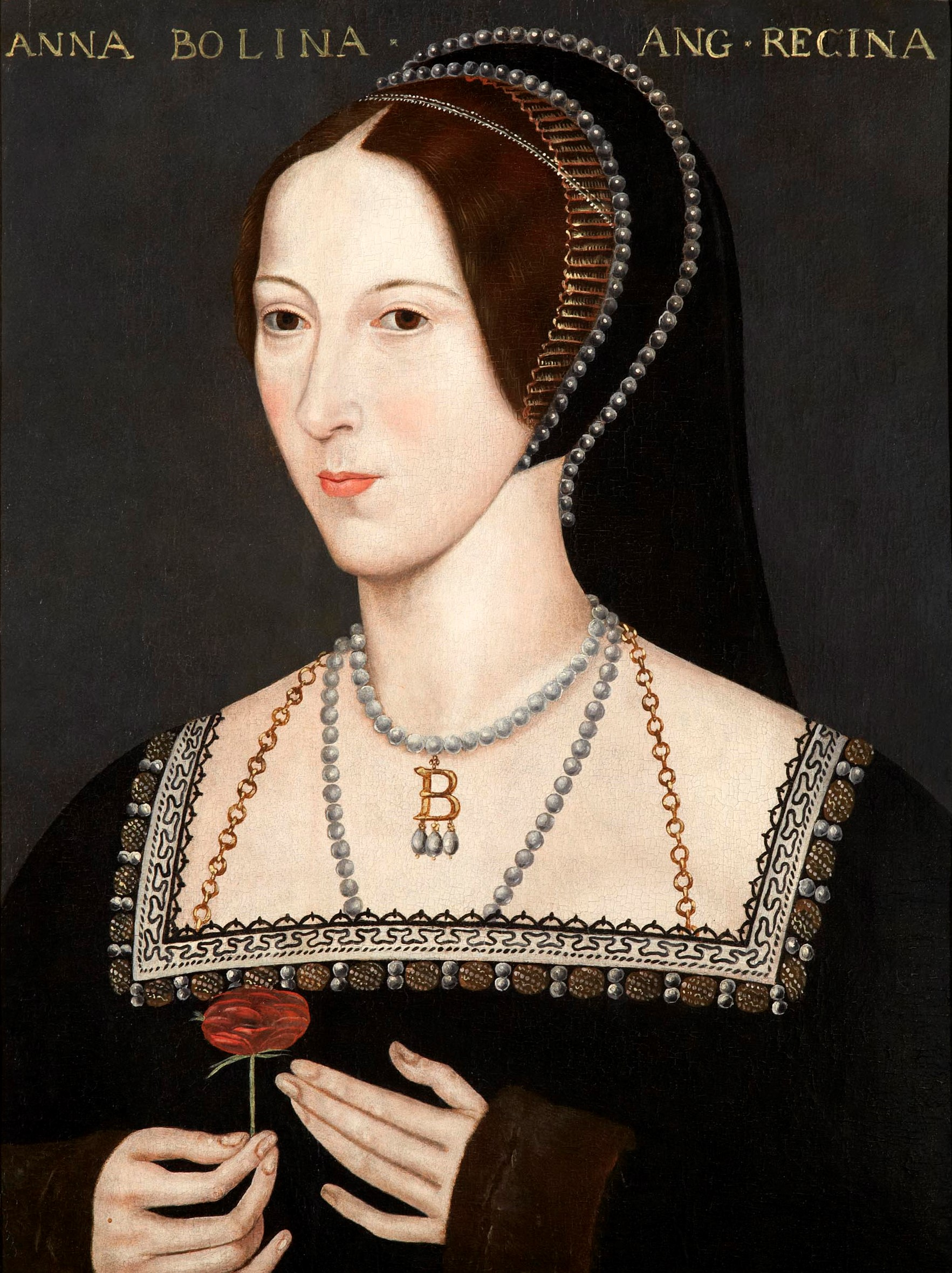
앤 불린

1532년 겨울 헨리 8세는 칼레에서 프랑스 왕 프랑수아 1세와 만나 자신의 재혼에 대한 지지를 요청하였다. 이제 마흔 하나의 나이가 된 헨리 8세는 프랑스의 협조를 확인한 뒤 도버로 돌아와 앤 불린과 비밀리에 결혼하였고, 얼마 지나지 않아 앤 불린은 임신하였다. 적장자의 출생 가능성이 임박하자 헨리 8세는 여러 반대를 무릅쓰고 카탈리나와의 파혼을 공식화하고 앤 불린과 재혼하고자 하였다. 헨리 8세는 1533년 1월 25일 런던에서 앤 불린과 공식적인 결혼식을 올렸고 6월 1일 새로운 여왕으로 선포되었다. 앤 불린은 9월 7일 딸을 출산하였다. 헨리 8세는 적잖이 실망하였지만 아직은 30대 초반이었던 앤 불린이 아들을 낳아줄 수 있을 것이란 기대를 접지는 않았다. 앤 불린이 출산한 딸은 헨리 8세의 어머니 요크의 엘리자베스를 따라 엘리자베스라고 이름을 지었다.
헨리 8세는 앞으로 태어날 것이라 기대되는 아들을 위해 왕위계승법을 정비하였다. 카탈리나와 결혼이 무효이므로 장녀 메리는 사생아로 격하되어 계승권이 박탈되었고 "합법적 결혼"으로 왕비가 된 앤 불린이 낳게 될 아들이 최우선 계승권을, 만일 아들이 없을 경우 이제 갖 태어난 엘리자베스가 차순위 계승권을 지니게 되었다.
헨리 8세의 갑작스런 수장령은 많은 사람들의 반발을 샀지만 헨리 8세는 토머스 모어를 비롯한 고위 신료나 귀족, 존 피셔와 같은 성직자를 막론하고 반대자를 처형하며 강경하게 대응하였다.
헨리 8세는 카탈리나와 공식적인 파혼 이전에 이미 앤 불린과 내연 관계에 있었다. 언니인 메리 불린이 헨리 8세의 정부였으므로 헨리 8세는 앤 불린 역시 정부로 여겼을 가능성이 크다. 그러나 앤 불린은 정식 결혼을 요구하였고 헨리 8세가 다른 정부를 두는 것에도 분노를 보였다. 앤 불린의 이런 성격은 헨리 8세가 만만치 않은 여파를 무릎쓰고 수장령을 선포한 이유 가운데 하나로 작용하였을 것이다. 혼외 관계였을 때는 매혹적으로도 보였을 앤 불린의 성격은 결혼 후 헨리 8세에게 부담스럽게 여겨졌다. 헨리 8세는 여전히 다른 정부와 관계를 가졌고 앤 불린은 이 때문에 크게 상심하여 눈물을 흘리고 격노하였다. 앤 불린의 이런 행동은 공식 의전에서도 종종 표출되어 많은 적을 만들었고, 헨리 8세는 점차 염증을 느꼈다. 1534년 앤의 임신이 상상임신 혹은 유산으로 끝나자 그 해 말 헨리 8세는 캔터베리 대주교 크랜머와 총리 토머스 크롬웰을 불러들여 앤과 파혼할 방법을 의논한다. 그러나 카탈리나를 다시 왕비로 불러들일 생각은 없었다.
1536년 1월 8일 아라곤 왕녀 카탈리나가 병으로 사망하였다. 장녀 메리가 병문안 한 번 허락받지 못하고 어머니를 잃은 슬픔에 잠겨있는 사이 헨리 8세는 카탈리나의 사망에 기쁨을 감추지 않았다. 다음날 헨리는 노란색 옷을 입고 모자에는 흰색 깃털을 달아 장례가 아니라 축제를 즐기는 모습을 보였다. 앤 불린은 다시 임신하였다. 이번에도 아들이 아닐 경우 자신의 처지가 어떻게 될 지 앤 불린은 누구보다 잘 알고 있었다. 그달 말무렵 헨리 8세는 마상 토너먼트를 즐기다 낙마하여 큰 부상을 당했다. 1536년 1월 29일 이 소식을 전해들은 앤 불린은 심리적 충격으로 유산을 하였다. 태아는 남자였다. 이 일은 앤 불린의 몰락으로 이어졌다.
1536년 10월 가톨릭 복귀를 요구하는 은총의 순례 운동이 일어났다. 농민을 중심으로 시작된 이 운동은 잉글랜드 북부 전역으로 번졌으며 일부 귀족들이 합세하여 2만 - 4만 명의 반란으로 확대되었다. 헨리 8세는 그들의 요구를 숙고하겠다고 약속하였지만, 반란을 문제삼지 않겠다는 말을 들은 농민들이 해산하자 곧바로 주도자를 체포하기 시작하였다. 헨리 8세는 2백 여 명을 처형하였다.
불린가는 추밀원에서 주요 직책을 맡고 있었지만 서퍽 공작 찰스 브랜던을 포함하여 많은 적들이 있었다. 당시 추밀원은 프랑스와 합스부르크가를 두고 갈라져 있었는데 이는 헨리 8세 스스로의 일관적이지 못한 정책 탓이 컸다. 불린가는 잉글랜드의 동맹 상대로 신성 로마 제국의 황제를 선호하였지만 핸리 8세가 프랑스와 동맹을 추진하면서 영향력이 움츠러들 수 밖에 없었다. 장녀 메리가 어엿한 성인인 스무 살이 되자 추밀원 일각에서는 부녀 사이의 화해를 요청하였다. 이들 가운데는 예전부터 카탈리나를 지지하던 사람들도 있었지만 불린가와 적대하기 위한 명분을 찾는 사람들도 있었다. 특히 당시 총리이자 프랑스와 동맹을 추진한 토머스 크롬웰이 불린가 반대의 핵심이었다.
앤 불린의 몰락은 예견된 일이었지만 급작스럽게 진행되었다. 헨리 8세는 이미 내연 관계에 있던 정부 제인 시모어의 처소를 궁전 안으로 옮겨 자신의 의도를 드러냈고, 앤 불린의 동생 존 불린에게 수여하기로 되어있던 가터 훈장을 취소하고 대신 니콜라스 카루에게 수여하였다. 4월 30일부터 5월 2일 사이 존 불린을 비롯한 다섯 명의 불린가 남성들이 체포되었다. 이들은 친누이거나 사촌지간인 앤 불린과 간통을 저질렀다는 혐의로 5월 17일 처형되었다. 같은 날 캔터베리 대주교 크랜머는 헨리 8세와 앤 불린 사이의 결혼이 무효라고 선포한다. 앤 불린에게는 반역적인 근친상간 혐의 외에도 국왕에 대한 음모, 주술의 사용과 같은 마녀 혐의가 덧씌워졌다고 보는 견해도 있으나 실체는 불명확하다. 토머스 크랜머는 앤 불린과의 파혼에 대한 신학적 근거를 마련하기에 애를 먹었지만 어떻게든 혐의를 확정해야만 하였다. 그는 앤 불린이 이미 가문의 남성 형제와 사실상 관계를 맺고 있던 상태에서 헨리 8세를 기만하고 결혼하였다는 주장을 폈다. 앤 불린은 매우 치욕적인 근친상간 혐의로 1536년 5월 19일 아침 런던탑에서 처형되었다.

#### 제인 시모어

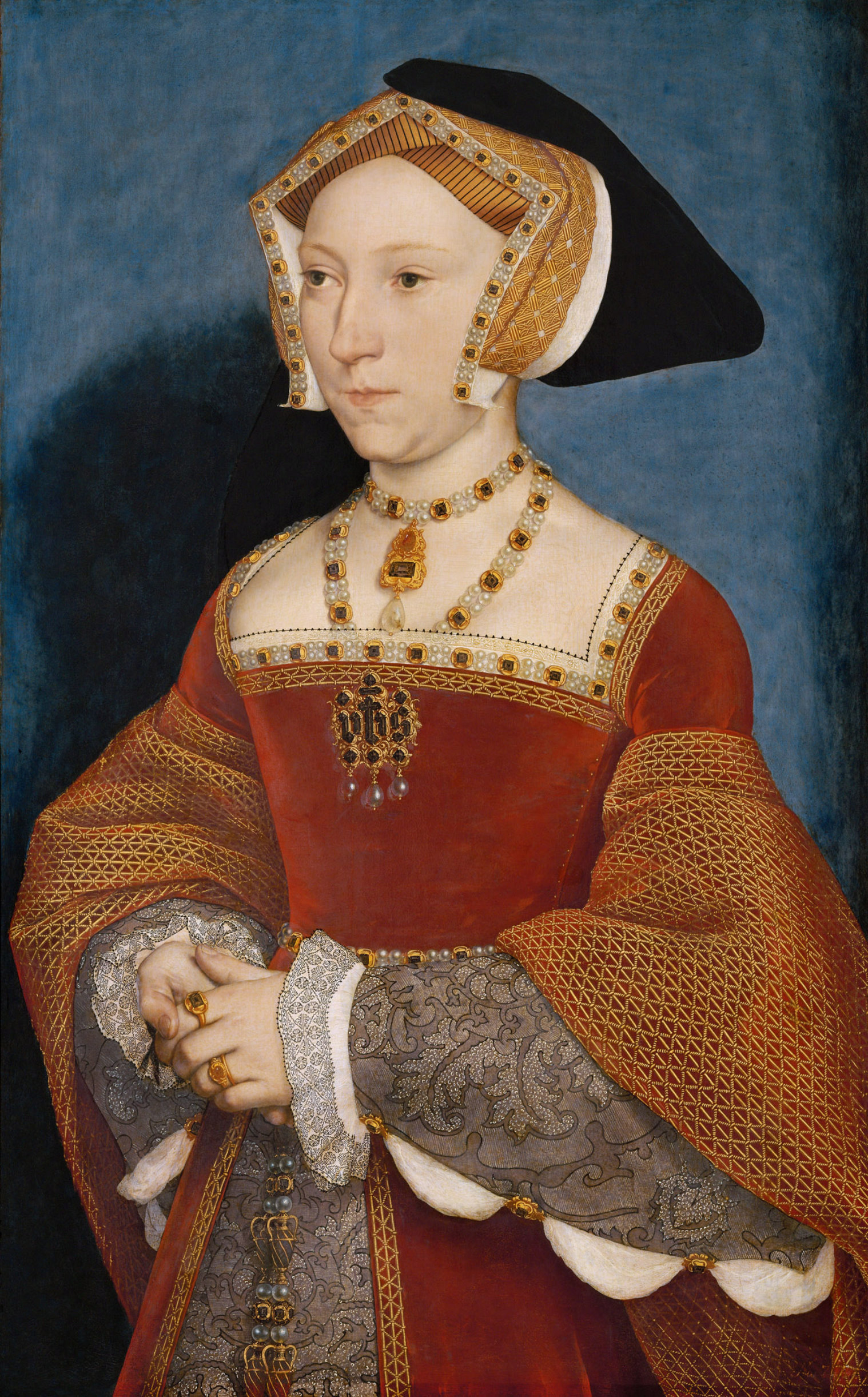
제인 시모어

제인 시모어는 앤 불린의 시녀였다. 1534년 앤 불린의 유산 이후 헨리 8세는 보다 젊은 여성인 제인 시모어를 정부로 삼았다. 이 시점에서 이미 총리 크롬웰, 대주교 크랜머와 앤 불린의 파혼 방안을 논의하였던 헨리 8세는 1536년 앤 불린을 처형한 직후 제인 시모어와 약혼하였고 열흘 뒤 결혼까지 진행하였다.
당시 카를 5세는 내외의 문제가 겹쳐 어려운 상황에 놓여 있었고 프랑스의 프랑수아 1세와는 잉글랜드와 긴밀한 관계를 유지하고자 하였기 때문에 헨리 8세는 외교 문제에서 벗어나 내부를 다질 기회를 잡을 수 있었다. 헨리 8세는 제인 시모어와 결혼하면서 웨일스를 잉글랜드에 합병시키는 문서에 서명하였다. 또한 카탈리나와 앤 불린 모두 결혼이 무효라 선포하였으므로 카탈리나의 딸 메리와 앤 불린의 딸 엘리자베스 모두 사생아로 격하되며 왕위계승권이 박탈되었다. 헨리 8세는 새로 맞은 왕비인 제인 시모어에게서 태어날 후손에게만 계승권을 부여하는 새로운 왕위계승법을 선포하였다. 헨리 8세는 이 법에서 국왕이 유언장에서 직접 후계를 지명할 수 있도록 하였는데, 이는 훗날 에드워드 6세가 유언장에서 제인 그레이를 후계로 지명하는 근거가 되었다.
1537년 10월 12일 제인 시모어는 헨리 8세가 그토록 고대하던 아들 에드워드를 출산하였으나 10월 24일 산욕열로 사망하였다. 헨리 8세는 자신의 아들을 낳아준 제인 시모어를 각별하게 여겼고 말년에 이르러 사망 뒤 그 옆에 묻어달라 유언하였다.
헨리 8세는 충격에 빠졌으나 곧바로 회복되어 새 아내를 유럽에서 찾기로 하였다. 1538년 총리 토머스 크롬웰이 결혼 동맹을 위해 직접 유럽으로 향했다. 애초 계획은 헨리의 두 딸을 유럽의 왕가로 보내는 것이었다. 메리의 결혼 상대로는 포르투갈 주앙 3세의 아들들 가운데 한 명이, 그리고 엘리자베스의 상대로는 합스부르크가 페르디난트 1세의 아들들 가운데 한 명이 우선적인 협상 대상이었다. 그러나 1539년 카를 5세와 프랑수아 1세가 화친을 맺자 잉글랜드로서는 둘 모두 잠재적 위협으로 다가왔다. 토머스 크롬웰은 헨리 8세에게 지속적인 위협 사항에 대한 목록을 제출하였는데, 그 중 상당수는 우려에 불과하거나 사소한 일들이었지만 헨리 8세는 위협에 대한 대응에 편집증적 집착을 보였다. 당시 잉글랜드 왕실은 가톨릭 수도원을 해체하여 불하하면서 막대한 부를 쌓았고, 헨리 8세는 이 재정을 이용하여 혹시나 있을 외부의 침공에 대비할 해안 방어선을 구축하였다.

#### 클레페 공녀 아나

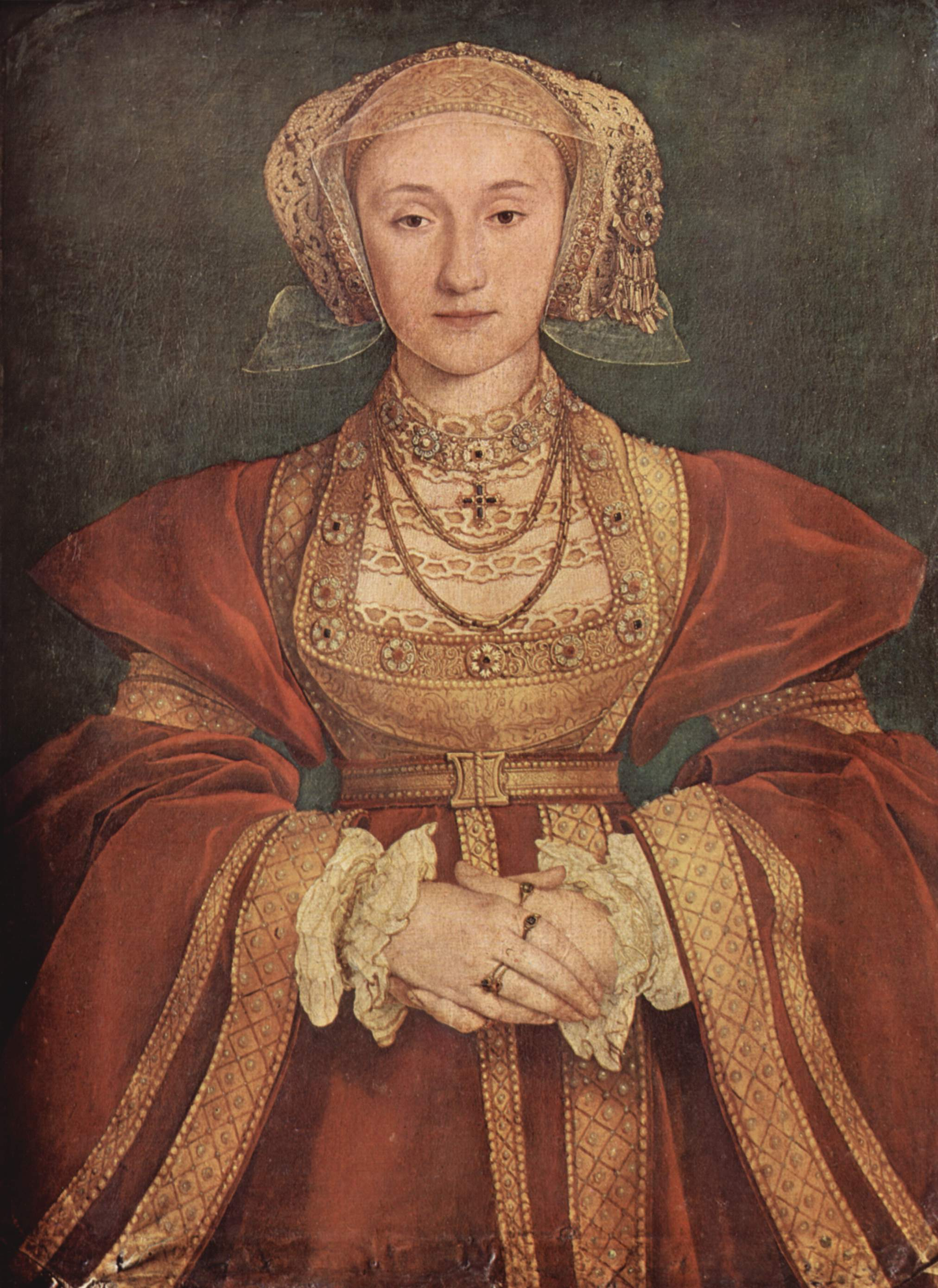
한스 홀바인이 그린 클레페 공녀 아나의 초상.

국왕이 해안선 방어에 집착하자 총리인 토머스 크롬웰은 외교적 해법으로 헨리 8세와 클레페 공작가의 결혼 동맹을 제안하였다. 클레페 공작 빌헬름은 루터교회로 전향한 개신교도였고 클레페는 프랑스와 국경을 맞대고 있기 때문에 합스부르크가와 프랑스 등의 가톨릭 세력이 잉글랜드를 공격할 경우를 대비한 동맹이 되어 줄 수 있었다. 당시 클레페 공작에게는 스물 다섯이었던 동생 클레페 공녀 아나가 있었다. 동맹을 위한 정략 결혼이었기 때문에 크롬웰은 크레페 공녀 아나 외에도 로렌가의 아나, 덴마크 왕녀 크리스티나, 귀즈의 루이즈와 같은 개신교 귀족을 물망에 올려 놓고 있었다.
잉글랜드는 한스 홀바인을 파견하여 클레페 공녀 아나의 초상화를 제작하게 하였다. 초상화를 본 헨리 8세는 마음에 들어하며 결혼을 승인하였다. 당시 헨리 8세의 나이는 마흔 아홉으로 아나와는 스물 넷의 차이가 났다. 클레페 공녀 아나는 북해를 건너 잉글랜드에 도착하였고 처음으로 실제 아나를 본 헨리 8세는 외모에 몹시 실망하였다. 그는 "그림과 실제 인물이 이렇게 다른 경우를 본 적이 없다"며 결혼을 취소하려고 하였다. 이미 상황은 돌이키기엔 너무 늦은 시점이었고 1540년 1월 결혼식을 치를 수 밖에 없었지만, 헨리 8세는 바로 다음날 크롬웰에게 이렇게 마음에 들지 않는 여성과 함께 살 수는 없다고 불평을 터뜨렸다. 이 일은 결국 크롬웰의 몰락으로 이어지는 계기가 되었다.
한스 홀바인이 클레페 공녀 아나의 초상을 실제와 다르게 너무 미화하여 제작하였을 수도 있다. 하지만 당대의 증언을 종합하면 그의 초상화는 아나의 실제 모습과 매우 닮은 것이었다. 헨리 8세의 변심은 정략 결혼으로 자신이 주도권을 쥘 수 없는 상대와 함께 사는 것보다는 잉글랜드 내의 귀족을 새 배우자로 맞는 편을 원했기 때문일 것이다.
둘은 잠자리를 같이 하지 않아 결혼 자체를 무효로 돌릴 여지가 남아 있었다. 헨리 8세는 최대한 빨리 다른 사람을 왕비로 맞고 싶어 하였다. 아나는 별 다른 반대 없이 헨리 8세의 의사에 따랐는데, 아마도 아나 역시 나이 차이가 너무 큰 헨리 8세에게 거부감이 있었을 것이다. 헨리 8세는 이 번엔 아나가 프랑수아 1세 드 로렌과 약혼한 사이였다는 것을 결혼 무효의 근거로 내세웠다. 결혼을 무효화 하였어도 바다 건너 이국으로 온 아나를 다시 클레페로 돌려 보낼 수는 없었다. 쫓겨난 신부라는 오명이 붙을 경우 동맹이 되려던 클레페는 오히려 적국이 될 수 밖에 없기 때문이었다. 헨리 8세는 아나에게 "국왕의 누이"라는 칭호를 부여하고 장원과 연금을 제공하였다. 클레페 공녀 아나는 헨리 8세와 연관된 여성들 가운데 드물게 평온한 삶을 살았으며 장수를 누렸다.
얼마 지나지 않아 헨리 8세의 마음은 당시 열일곱이었던 노퍽 공작의 조카 캐서린 하워드에게 가 있다는 것이 드러났다. 노퍽 공작은 크롬웰의 정적이었기 때문에 크롬웰로서는 매우 우려스러운 상황이었다. 이러한 우려는 결국 현실이 되었다. 헨리 8세는 급진적인 개신교화를 지지하던 크롬웰의 추종자들인 로버트 반스, 윌리엄 제롬, 토머스 가렛 등을 이단으로 몰아 처형하며 압박하였지만 노련한 정치인이었던 크롬웰 본인까지 이단자로 몰 수는 없었다. 그렇다고 결혼 실패를 공식적인 처형 명분으로 내세울 수는 없었기 때문에 헨리 8세는 크롬웰이 총리 신분을 이용한 독직과 여권 무단 발급, 무역 수수료의 횡령 등을 벌였다는 이유로 처형하였다. 그러나 당대의 사람 누구나 크롬웰의 죽음이 정략 결혼 추진 실패에 따른 것임을 알고 있었다.

#### 캐서린 하워드

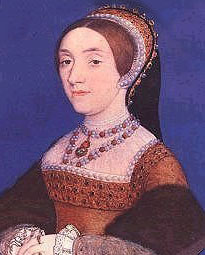
캐서린 하워드

크롬웰이 처형된 1540년 7월 28일 헨리 8세는 아나의 시녀였던 캐서린 하워드와 결혼하였다. 젊은 새 여왕을 맞은 기쁨에 헨리 8세는 몰수한 토머스 크롬웰의 재산과 많은 보석을 하워드에게 수여하였다. 그러나 캐서린 하워드 역시 이제 노년을 바라보는 국왕에게 매력을 느낀 것은 아니었다. 캐서린은 이미 여러 남성들과 얽혀 있었는데 결혼 후에도 토머스 컬페퍼와 불륜 관계를 맺었고, 결혼 전 비밀리에 약혼까지 한 사이였던 프란시스 더러햄을 가신으로 고용하였다. 궁중에서 비밀은 유지되기 어려웠기 때문에 캐서린 하워드의 행적은 얼마 지나지 않아 캔터베리 대주교 크랜머에게 까지 알려졌다. 크랜머는 조사위원회를 꾸리고 그 결과를 헨리 8세에게 보고하였다.
헨리 8세는 사냥에서 돌아와 듣게 된 크랜머의 보고를 믿지 않으려 하였지만 더러햄이 자백하자 더는 외면할 수 없었다. 캐서린 하워드는 심문에서 비밀 약혼을 인정하면서도 결혼 후의 일은 더러햄의 강요에 따른 것이라 주장하였다. 간통죄에서 강간범으로 바뀌게 될 처지가 된 더러햄은 캐서린이 자신 뿐만 아니라 컬페퍼와도 불륜을 저지르고 있다고 폭로하고 말았다. 이로서 셋은 모두 처형되었다. 1542년 2월 13일 캐서린 하워드는 참수되었다.
캐서린 하워드는 앤 불린의 전례에 따라 결혼 자체가 무효로 선언되었고 헨리 8세는 다시 새로운 왕비를 구하였다.

#### 캐서린 파

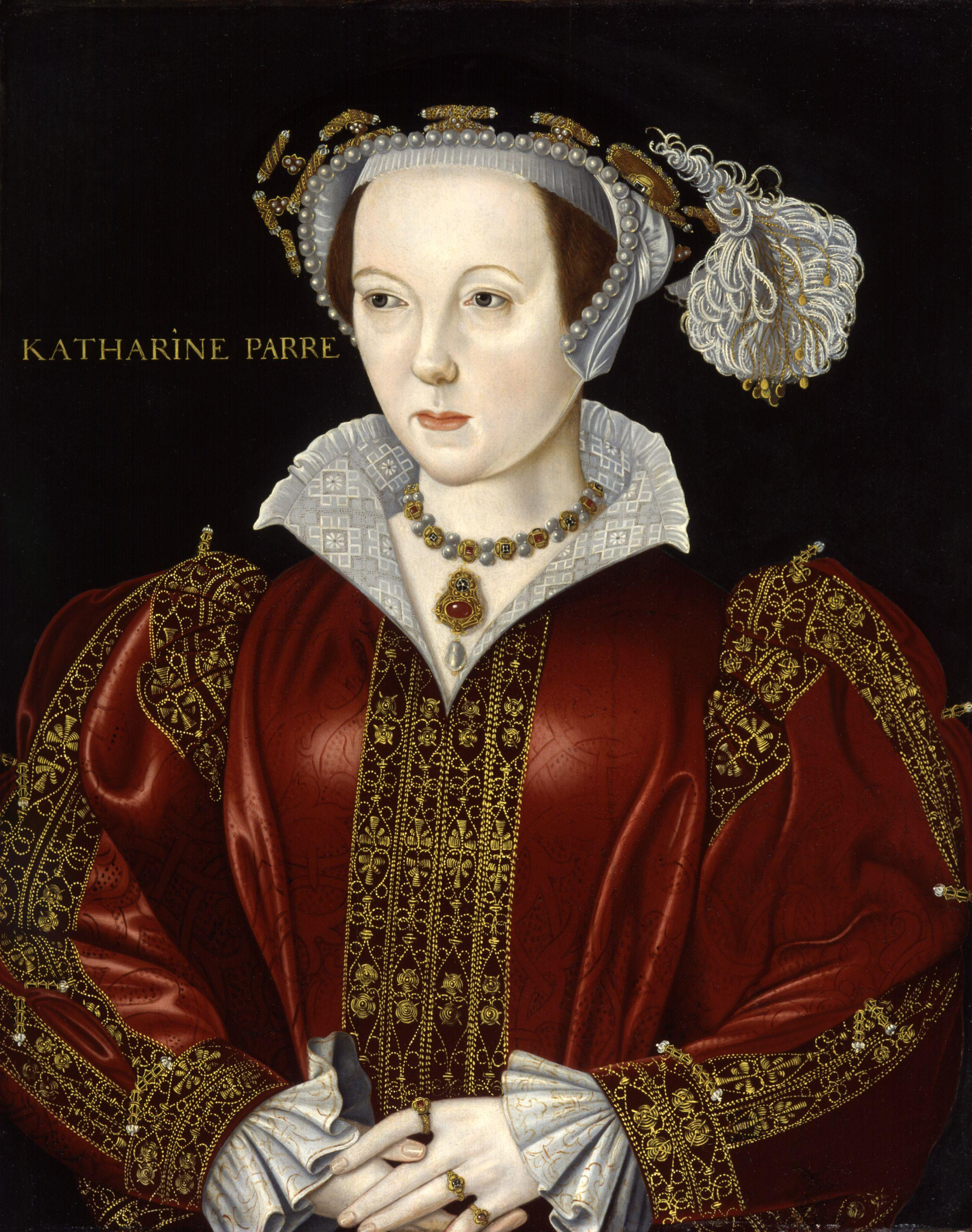
캐서린 파

1543년 7월 헨리 8세는 마지막 계비인 캐서린 파를 새로운 왕비로 맞았다. 캐서린 파는 이미 두 번이나 남편을 사별하였지만 남겨진 큰 유산으로 유복하였던 귀족이었다. 개신교 신학을 신봉하였던 캐서린 파는 그 때까지도 교황청과 단절했을 뿐 신학과 교회 조직에 대해 가톨릭과 개신교 사이에서 모호한 입장을 지니고 있던 헨리 8세에게 보다 명확한 개신교 입장의 종교 개혁을 요청하였다. 그러나 헨리 8세는 말년까지도 뚜렷한 입장을 밝히지 않았는데 명확한 개신교 정책을 추진하던 크롬웰의 처형 이후 뒤따른 반동적인 분위기를 의식할 수 밖에 없었기 때문일 것이다.
캐서린 파는 종교 정책에서 한 발 물러서 헨리 8세의 두 딸과 화해를 권했다. 아들 에드워드가 이미 유아기를 지나 후계 구도가 확실해 진 마당에 친자식을 억압하는 것은 왕실에 좋지 않다는 설득으로 헨리 8세는 카탈리나와 앤 불린에 대한 자신의 행동이 정당했음을 인정하는 조건으로 두 딸과 화해하였다.
1544년 헨리 8세는 다시 왕위계승법을 개정하여 캐서린 시모어와 사이에 난 아들 에드워드와 훗날 태어날 그 후손에게 우선적인 왕위계승권을 부여하고 에드워드에게 후손이 없을 경우 메리와 엘리자베스가 차례로 계승서열을 지니도록 하였다. 이로서 메리와 엘리자베스는 사생아가 아닌 적통의 자녀로서 인정되었고, 헨리 8세 사망이후 왕위를 계승한 에드워드 6세가 어린 나이에 자녀 없이 사망하자 차례로 메리 1세와 엘리자베스 1세로서 왕위를 계승하게 된다.
1547년 1월 28일 헨리 8세가 사망하자 캐서린 파는 다시 홀몸이 되었고 토머스 시모어와 재혼하였다. 독실한 개신교도였던 캐서린 파는 헨리 8세의 남겨진 두 딸 가운데 개신교로 성장한 엘리자베스를 자신의 집에 살게 하며 보살피고자 하였으나 자신이 임신한 사이 토머스 시모어가 엘리자베스에게 성적으로 접근하는 광경을 직접 목격한 뒤에 내보낼 수 밖에 없었다. 캐서린 파는 딸 메리를 낳은 지 얼마 지나지 않은 1548년 9월 5일 산욕열로 사망하였다.

### 말년

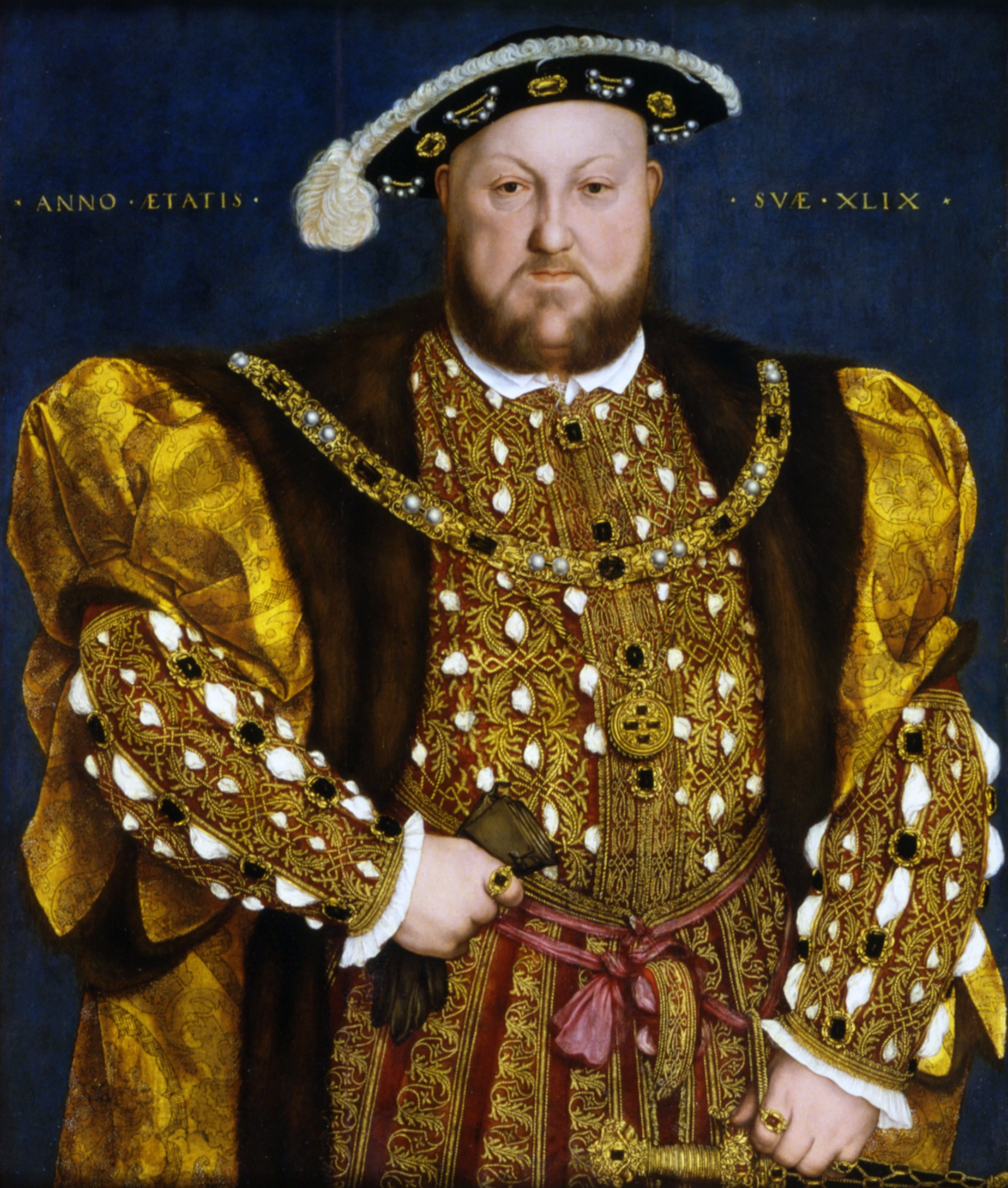
1540년 무렵 한스 홀바인이 그린 헨리 8세의 초상화

토머스 크롬웰이 총리로 있을 당시 잉글랜드의 종교 개혁은 상징적인 전환점을 지나고 있었다. 헨리 8세의 수장령은 비록 그의 개인적인 파혼을 계기로 불거져 나온 사건이었지만, 이미 잉글랜드 내에는 교황 수위권을 부정하고 독자적인 교회를 원하는 종교개혁의 열풍이 컸고 크롬웰은 이러한 개신교 전환의 상징적 인물이었다. 1538년 잉글랜드는 캔터베리 대성당에 있는 토마스 베켓 성소를 파괴하여 성인의 시복과 성상 제작이 우상숭배라는 개신교적 신앙을 공식화하였다. 교황 바오로 3세는 다시 한 번 헨리 8세를 파문을 공표하여 이에 대응하였다.
1540년 헨리 8세는 모든 교회에서 성인을 기리는 성소의 파괴를 승인하였고, 1542년 아직까지 남아있는 모든 수도원을 해체하고 그 재산을 몰수하여 왕실에 편입시켰다. 수도원 해체에 따라 잉글랜드 의회 상원의 절반을 차지하는 고위 성직자 가운데 수도원장이 사라지고 주교들만이 남게 되었다.
한편 1539년 프랑수아 1세와 카를 5세 사이의 관계가 소원해지자 헨리 8세는 대외 관계를 다시 조정할 기회를 잡게 되었다. 아라곤 왕녀 카탈리나와 앤 불린이 모두 사망한 상태였기 때문에 카를 5세는 지나간 일을 재쳐놓고 헨리 8세와 비밀리에 동맹을 맺기로 하였다. 이에 따라 헨리 8세는 다시 한 번 프랑스를 침공하여 자신의 오랜 야망을 실현하고자 하였다.
프랑스 침공을 위해서는 배후인 스코틀랜드를 먼저 굴복시켜야만 하였다. 1542년 11월 24일 잉글랜드군은 솔웨이 모스 전투에서 스코틀랜드군을 격파였고 이 여파로 헨리 8세의 조카이기도 하였던 스코틀랜드의 제임스 5세는 12월 15일 사망하여 당시 태어난 지 일주일에 불과하였던 스코틀랜드의 메리 1세가 왕위를 계승하게 되었다. 헨리 8세는 자신의 아들 에드워드와 갖난 아기 메리를 결혼시켜 스코틀랜드를 완전히 굴복시키고자 하였다. 훗날 둘 사이에서 태어난 후손은 자동적으로 잉글랜드와 스코틀랜드 그리고 1542년부터 자신이 왕위를 주장한 아일랜드 왕국의 공통 통치자가 되기 때문이었다. 스코틀랜드는 1543년 7월 그리니치 조약을 통해 헨리 8세의 요구를 받아들였지만 그 해 12월 11일 의회가 이를 거부하여 불발되었다. 이후 8년 동안 잉글랜드는 에드워드와 스코틀랜드의 메리의 결혼을 요구하며 스코틀랜드와 전쟁을 이어갔다. "거친 구애"라 불리는 이 전쟁으로 스코틀랜드는 헨리 8세가 사망할 때까지 잉글랜드의 잦은 침공을 받아야 했다.
스코틀랜드와 전쟁이 예상외로 길어지자 헨리 8세는 프랑스 침공을 주저할 수 밖에 없었고 카를 5세는 계속하여 재촉하였다. 마침내 1544년 6월 잉글랜드와 신성 로마 제국의 군대는 양갈래로 프랑스를 침공하였지만 전쟁은 지지부진하게 진행되었다. 헨리 8세는 자신이 직접 원정을 지휘한 끝에 1544년 9월 18일 불로뉴를 함락시킬 수 있었지만 이미 재정 고갈로 파리 진격을 실현시킬 수는 없는 상황이었다. 카를 5세는 프랑스 정복이 불가능하다고 판단하고 프랑스와 단독으로 화친을 맺었고 이제 헨리 8세는 오히려 단독으로 프랑스를 상대해야 할 위기를 맞게 되었다. 1546년 6월 7일 헨리 8세는 프랑스와 화친을 맺었다. 잉글랜드는 이 전쟁에서 65만 파운드 이상의 비용을 사용하여 파산 위기에 직면해 있었다.

### 죽음

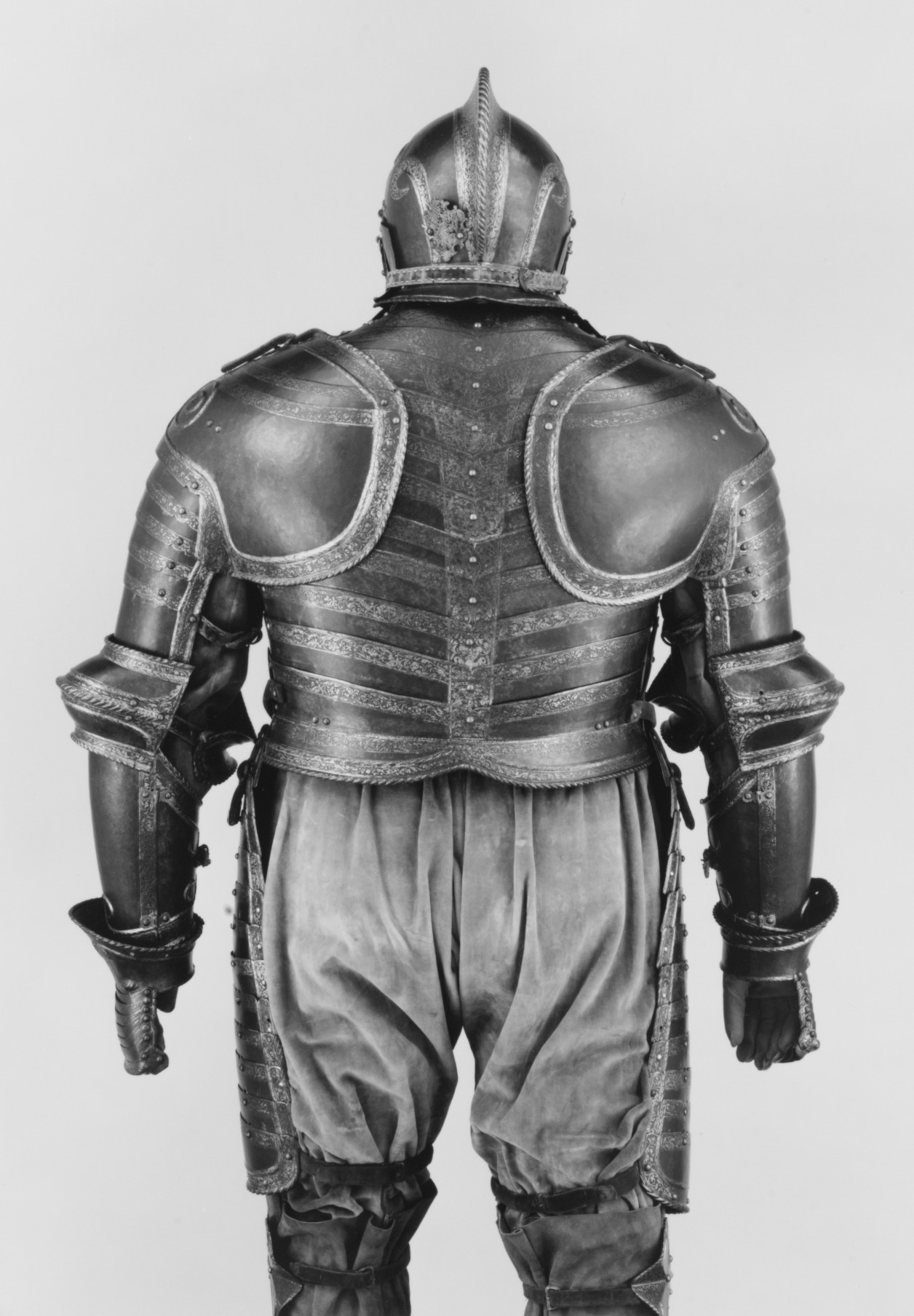
1544년 무렵 제작된 헨리 8세의 갑옷. 당시 헨리 8세의 허리둘레는 51 인치였다.

말년에 이르러 헨리 8세는 허리둘레가 54 인치에 달하는 심각한 고도비만 상태였고 스스로 걷는 것도 힘에 부쳐 보조기구의 도움을 받아야 하였다. 온 몸에 종기가 생기고 고름이 나왔지만 마땅한 항생제가 없던 당시에는 국왕이라도 별달리 조치할 방법이 없었다. 헨리 8세는 통풍도 앓았던 것으로 보인다. 헨리 8세는 1536년 앤 불린의 유산과 몰락의 계기가 된 마상 토너먼트의 사고 이후 예전처럼 몸을 쓸 수 없게 되면서 살이 찌기 시작하였다. 당시 사고는 의사들이 손을 쓸 수 없다고 판단할 정도로 심각한 것이었다. 부상을 입은 상처는 이후로도 계속해서 문제를 일으켰고 활동적인 스포츠를 즐겼던 헨리 8세는 급작스런 비만과 함께 성격마저 변하였다.
일부에서는 헨리의 사인으로 매독을 주장하기도 하였으나 오늘날엔 거의 받아들여지지 않는다. 그보다는 고도비만에 따른 부작용과 함께 불균형한 식사로 인한 괴혈병이 문제였을 것으로 보인다. 괴혈병은 채소를 거의 섭취하지 않아 비타민 C가 부족하여 생기는 병이다. 이 외에도 자녀의 높은 유산 및 사산율, 본인 스스로의 신체적 정신적 변화 등을 고려하면 켈식 혈액형 분류상 양성 인자에 따른 맥레오드 증후군이 있었을 수 있다.
1547년 1월 28일 헨리 8세는 화이트홀궁에서 55세의 나이로 사망하였다. 누구도 국왕이 그렇게 이른 나이에 사망할 것이라 생각하지 못하였기 때문에 그의 무덤은 아직 완공되지도 않은 상태였다. 유해는 헨리 8세의 유언에 따라 윈저성의 제인 시모어 무덤 옆에 안장되었다.
헨리 8세의 자녀로는 아라곤 왕녀 카탈리나와 사이에서 태어난 메리, 앤 불린과 사이에서 태어난 엘리자베스, 제인 시모어와 사이에서 태어난 에드워드가 있었고, 그 외 몇몇 정부와 사이에서 태어난 사생아가 있었다. 왕위는 헨리 8세 스스로가 개정한 1544년 왕위계승법에 따라 에드워드가 계승하여 에드워드 6세가 되었다. 당시 에드워드 6세의 나이는 불과 아홉살이었기에 섭정이 통치해야 하였지만 헨리 8세는 여럿의 고명대신을 지정하였을 뿐 호국경을 지명하지는 않았다. 에드워드 6세의 즉위 후 서머싯 공작 에드워드 시모어가 호국경에 올랐는데, 그는 에드워드의 어머니인 제인 시모어의 형제로서 새 국왕의 외삼촌이기도 하였다.

#### 사후
헨리 8세가 지명한 고명대신은 모두 16명이었고 이들은 에드워드 6세가 18세가 될 때까지 섭정으로서 잉글랜드의 정무를 관할하기로 되어 있었다. 고명대신들은 서머싯 공작 에드워드 시모어를 호국경으로 추대하였다. 1544년 왕위계승법은 헨리 8세의 후계로 에드워드 6세와 그의 후손에게 우선적인 계승권을 부여하고 에드워드 6세가 후사 없이 사망할 경우 카탈리나와 사이의 딸 메리와 그 후손이, 그 마저도 후사가 없을 경우 앤 불린가 사이의 딸 엘리자베스와 그 후손이 왕위를 계승하도록 하였다. 만일 엘리자베스 마저도 후사가 없다면 튜더가 직계의 혈통은 끊어지게 되고 방계인 그레이가가 왕위계승 서열을 잇게 되었다. 이러한 계승서열 지정에서 헨리 8세는 스코틀랜드로 시집간 자신의 누이 마거릿 튜더의 후손들은 배제하였는데, 스코틀랜드의 왕가인 스튜어트가가 잉글랜드의 왕위를 계승아지 못하도록 하는 조치였다.
그러나 이 모든 안배는 결국 헨리 8세의 바램과 달리 뜻대로 이루어지지 않았다. 에드워드 6세의 섭정이었던 에드워드 시모어는 동생인 토머스 시모어의 암투에 휘말려 몰락하였고 사실상 쿠데타로 정권을 잡은 노섬벌랜드 존 더들리가 새로운 섭정에 오른 뒤 에드워드 6세는 1553년 2월 열다섯의 나이로 사망하고 만다. 어린 국왕이 후사 없이 사망하자 존 더들리는 직계를 무시하고 방계인 제인 그레이가 즉위하도록 하였으나, 이러한 처사는 직계인 메리와 엘리자베스의 반발로 곧바로 무효화 되어 아라곤 왕녀 카탈리나의 딸 메리 1세가 즉위하였다. 메리 1세 역시 후사 없이 사망하여 왕위는 엘리자베스 1세에게 이어졌고, "처녀 여왕"으로 유명하였던 엘리자베스 1세 역시 후사 없이 사망함에 따라 튜더가의 왕위는 헨리 8세가 그토록 꺼리던 스튜어트가로 넘어가게 되어 제임스 1세가 즉위하였다. 이로서 장미 전쟁 이후 잉글랜드의 왕가였던 튜더가는 혈통이 끊겼다.

### 자녀
- 아라곤의 캐서린
  - 콘월 공작 헨리
  - 메리 1세
- 앤 불린
  - 엘리자베스 1세
- 제인 시모어
  - 에드워드 6세
- 엘리자베스 블라운트
  - 헨리 피츠로이

## 통치

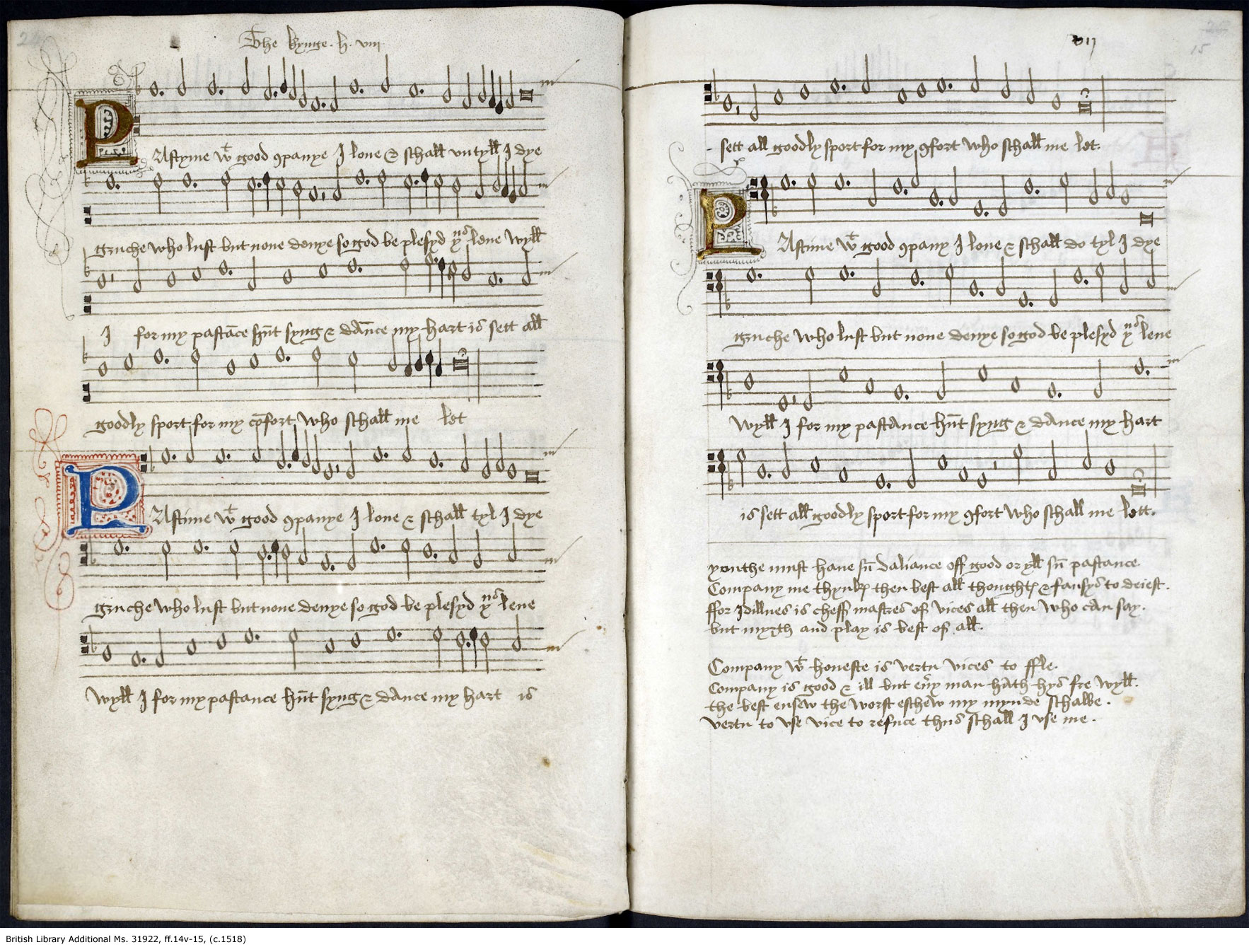
1513년 무렵 헨리 8세가 작곡한 《좋은 동료들과 함께하는 시간》의 악보.

헨리 8세는 르네상스적 인간이었고 그의 궁정은 지나칠 정도로 화려하면서도 학구적이며 예술적인 혁신의 중심지였다. 스스로가 작곡자이자 작사가, 시인이었던 헨리 8세는 《좋은 동료들과 함께하는 시간》과 같은 곡을 직접 작곡하기도 하였다. 전국에서 음색이 놓은 사람을 모아 합창단을 구성하였고 당대의 음악가들을 후원하였다. 연주 또한 조예가 깊어 류트, 오르간, 버지날 등을 연주하였다.
헨리 8세는 매우 활달한 사람으로 각종 스포츠와 사냥, 도박을 즐겼다. 경사가 있을 때면 마상 창시합을 열고 직접 참가하였으며, 테니스 실력 또한 뛰어났다. 주사위 놀이와 같은 도박 역시 즐겼다. 그는 르네상스 인문주의자에게서 교육받은 최초의 잉글랜드 국왕으로 라틴어를 읽고 썼으며 프랑스어와 이탈리아어 등의 외국어를 구사할 수 있었다. 이러한 인문주의적 성향으로 헨리 8세는 스스로를 위한 도서관을 지었으며 각종 책을 탐독하고 주석을 달았다. 헨리 8세는 이러한 인문학적 소양으로 교황청과의 대립이나 왕권의 강화를 위한 논리를 직접 구축하였다. 그는 잉글랜드 교회가 언제나 사실상 독립적 지위에 있었다고 주장하였으며 왕권신수설을 옹호하였다. 대중적으로는 연극과 음유시인의 공연을 통해 교황과 수도원을 외국의 악마로 묘사하고 헨리 8세는 잉글랜드의 영웅적인 수호자라고 선전하였다. 그는 스스로 도전할 수 없는 권위를 지닌 이미지를 만들기 위해 노력하였다.
180 센티미터 가량의 큰 키에 다부진 몸매였던 헨리 8세는 활동적인 오락을 즐겼는데, 이 역시 자신의 이미지 만들기와 무관하지 않았다. 격렬한 스포츠를 즐기며 육체적 힘을 자랑하면서 화려한 의상을 입고 외국의 사절이나 교황의 특사를 만다 자신의 위신을 과시하였다. 1517년 그리니치에서 열린 마상 창시합에 직접 출전할 당시 헨리 8세는 벨벳으로 된 옷 위로 금박을 입히고 각종 보석으로 치장한 갑주를 입었다. 외국의 대사들은 이러한 모습에 큰 인상을 받았고 그 중 한 명은 "잉글랜드를 야만적이라고 부르는 사람들에게 여기 세계의 부와 문명이 한 자리에 모인 모습을 보여주어야 할 것"이라고 기록하였다. 헨리 8세는 1536년 마상 창시합에서 큰 부상을 입은 이후 직접 경기에 참여하지는 않았으나 여전히 일년에 두어 차례씩 경기를 개최하였다. 그러나 부상을 입고 몸의 움직임이 부자연스러워지자 헨리 8세는 급격히 살집이 붙었고 말년에는 각종 질병으로 건강이 악화되었다.

### 정부의 운영

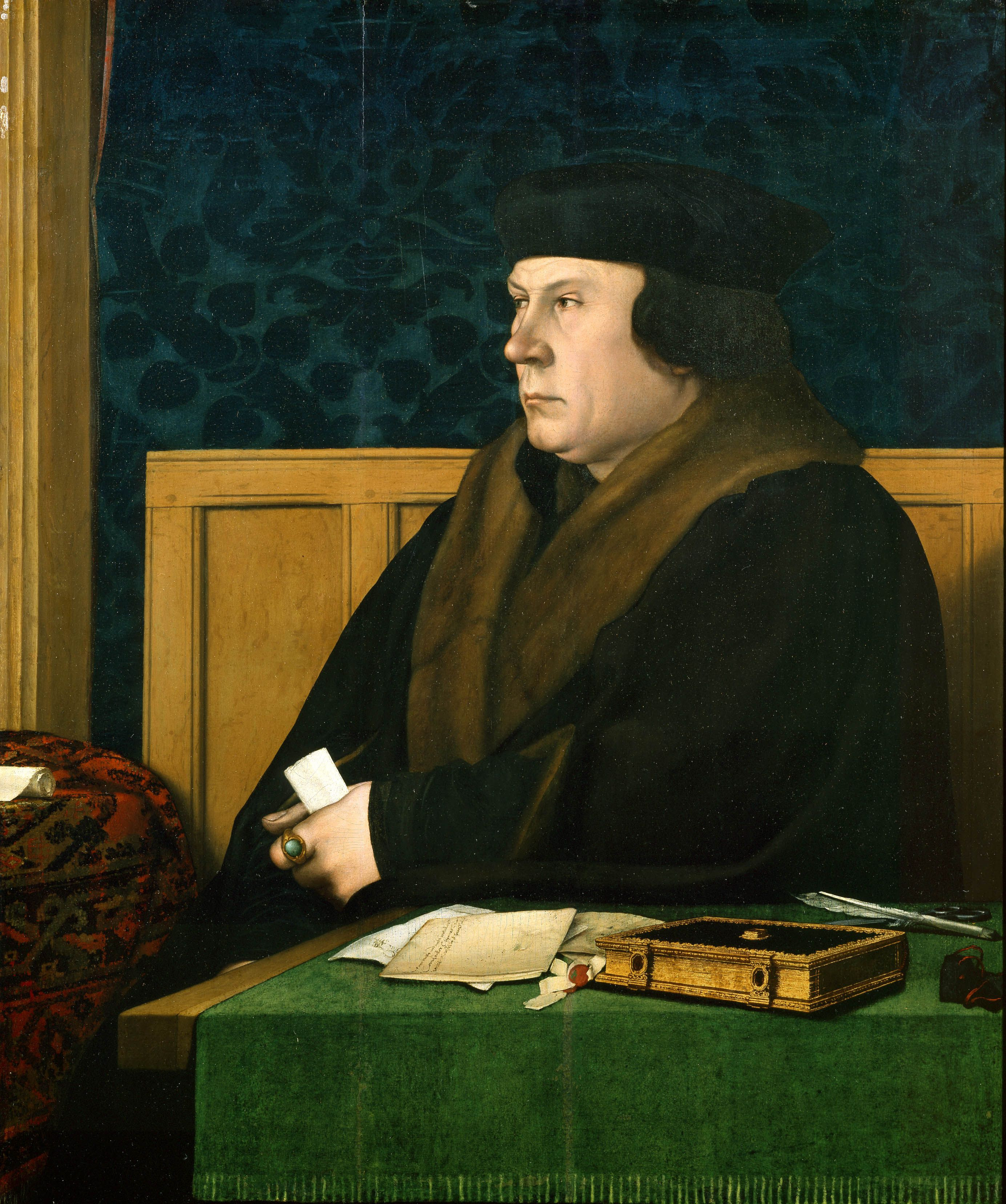
1532년 - 1533년 무렵의 토머스 크롬웰

헨리 8세 시기 잉글랜드의 공식적인 최고위 행정기구는 추밀원이었으나 헨리 8세는 고위 귀족들과 직간접적인 별도의 연락을 통치에 활용하였다. 헨리 8세는 자신의 의사에 따라 언제라도 귀족들을 몰락시키고 처형할 수 있었는데, 실제 2 명의 아내, 20 명의 신료, 총리 등의 주요 공직자 4 명, 최측근이자 친구였던 인물 6 명, 그리고 추기경 존 피셔를 처형하였다. 당시 총리가 어느 정도 독자적인 정치 행보를 할 수 있었는 지에 대해서는 논란이 있다. 제프리 엘턴은 토머스 크롬웰의 강력한 개신교화 정책이 크롬웰 스스로의 역량에 의했던 것으로 평가하지만 앤 불린의 몰락 이후 고위 관료들은 헨리 8세의 심기를 거스를 수 없었을 것이다.
1514년에서 부터 1529년까지 총리로서 성실청을 관할하였던 토모스 울지의 경우에도 독자적인 심문과 조사 권한을 행사한 것으로 보이지만 울지는 국왕의 심중을 헤아려 그에 맞추고자 노력하였고 토머스 울지의 몰락 이후 헨리 8세는 반역에 대한 심문 및 처벌 권한까지도 온전히 자신의 손에 넣을 수 있었다.
헨리 8세는 전통적으로 신료의 영향력이 컸던 잉글랜드의 정부 운영에서 드물게 전제 군주적 통치를 실행할 수 있었다. 이러한 강력한 왕권을 바탕으로 헨리 8세는 토머스 울지와 토머스 크롬웰이라는 굵직한 총리마저 마음대로 처형할 수 있었다. 울지와 크롬웰의 몰락은 표면적으로는 그의 파혼과 재혼 과정에서 불거진 문제들 때문이었으나, 그 내부에는 누구를 동맹으로 삼을 것인지에 대한 외교 문제나 잉글랜드 종교 개혁의 방향과 속도 문제와 같은 여러 사항이 얽혀있었다. 울지의 몰락은 헨리 8세가 합스부르크가 대신 프랑스와 친밀하게 지내고자 한 의도가 크게 작용하였으며, 크롬웰의 경우 급속한 반가톨릭 정책의 속도 조절이란 면이 있다. 헨리 8세는 총신이라도 눈 밖에 나면 처형하는 잔인한 모습을 보이면서 스스로의 왕권을 강화하였다.

### 의회

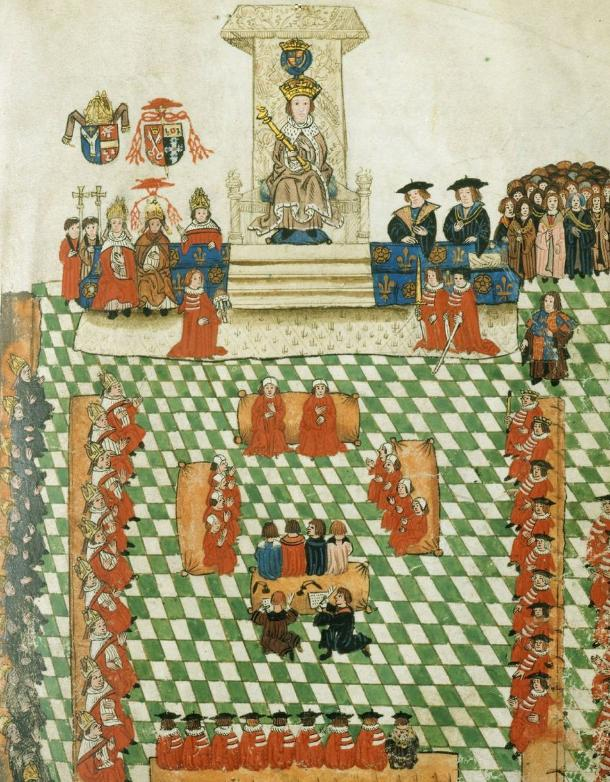
헨리 8세 시기의 잉글랜드 의회를 묘사한 그림.

잉글랜드 의회는 13세기 이후 여러 차례 국왕과 갈등을 벌이며 독자적인 입법권을 획득해 왔다. 중세에서 근세로 전환되던 헨리 8세의 치세 당시에도 국왕은 의회의 동의 없이 새로운 세금을 부과할 수 없었고 전쟁 비용과 같은 막대한 예산의 사용에도 의회의 동의가 필요하였다. 튜더가는 하급 귀족이던 오웬 튜더를 시조로 하는 왕가로 지금도 영국 의회에서 형태를 유지하고 있는 귀족원과 서민원의 양원 어디에도 입지가 없는 형편이었으나 장미 전쟁 이후 내전에 질려버린 상하원 모두의 지지를 받으며 왕가로서 군림할 수 있었다. 헨리 8세는 프랑스를 정복하고 제국을 세우고자 하였던 야심이 큰 국왕으로 치세 동안 자주 전쟁을 일으켜 재정 부담이 컸고, 수도원 해체로 인한 막대한 왕실 수입에도 불구하고 의회를 통해 새로운 세금을 징수하고자 하였다. 그러나 기본적으로 튜더가에 대한 지지를 유지하였던 의회도 재정 파탄 상태가 빈번하였던 헨리 8세의 전쟁 자금에 대해서는 종종 거부권을 행사하였다. 이 때문에 헨리 8세는 전쟁을 중단하고 철수하기도 하였는데, 특히 프랑수아 1세를 상대로 한 2차 프랑스 침공이 대표적인 사례이다.
한편 종교 개혁 이전의 잉글랜드는 유럽의 다른 가톨릭 국가와 마찬가지로 복합적인 법률 체계를 지니고 있었다. 잉글랜드 의회뿐만 아니라 국왕의 신료인 추밀원도 법률 제정권이 있었고 국왕도 별도로 독자적인 법률을 선포할 수 있었다. 의회가 국왕을 구속할 수 있는 것은 사실상 세금과 관련한 항목뿐이었다. 이외에 반란의 진압과 치안의 유지, 외국과의 전쟁, 왕위의 계승 등은 모두 국왕의 주도로 진행되었다. 여기에 더해 교회는 주교가 관할하는 교구를 통해 별도의 세수를 징수하였으며 그 가운데 상당량은 로마 교황청으로 보내졌다. 헨리 8세의 수장령은 잉글랜드 교회를 교황청과 단절시킴으로서 막대한 재화를 왕실 소속으로 돌릴 수 있었다. 헨리 8세 시기 이러한 잉글랜드 교회 독립과 개신교화는 당연직으로 상원 의장을 겸하였던 총리 토머스 크롬웰에 의해 이루어졌다. 따라서 크롬웰이 몰락한 헨리 8세의 말년 무렵 교회에 대한 정책은 혼선을 빚을 수 밖에 없었고 잉글랜드 교회가 신학적으로나 조직 구성에서 가톨릭과 완전히 결별하는 것은 후대인 에드워드 6세 시기가 되어야 이루어졌다.:301-302
종교 개혁에 따른 수조권의 변화에 대한 반응은 다양하였다. 한편에서는 "외국인"인 로마 교황청에 대한 반감이 훗날 국민 국가 이념의 씨앗이 될 국가주의적 감정을 일으켰지만, 당시까지 빈민에 대한 구제는 종교 기관의 구휼이 유일하였기 때문에 갑자기 지원을 상실한 빈민들은 크게 반발할 수 밖에 없었다. 이는 잉글랜드 북부에서 광범위하게 지지를 얻은 은총의 순례 반란으로 불거졌다.

### 군사

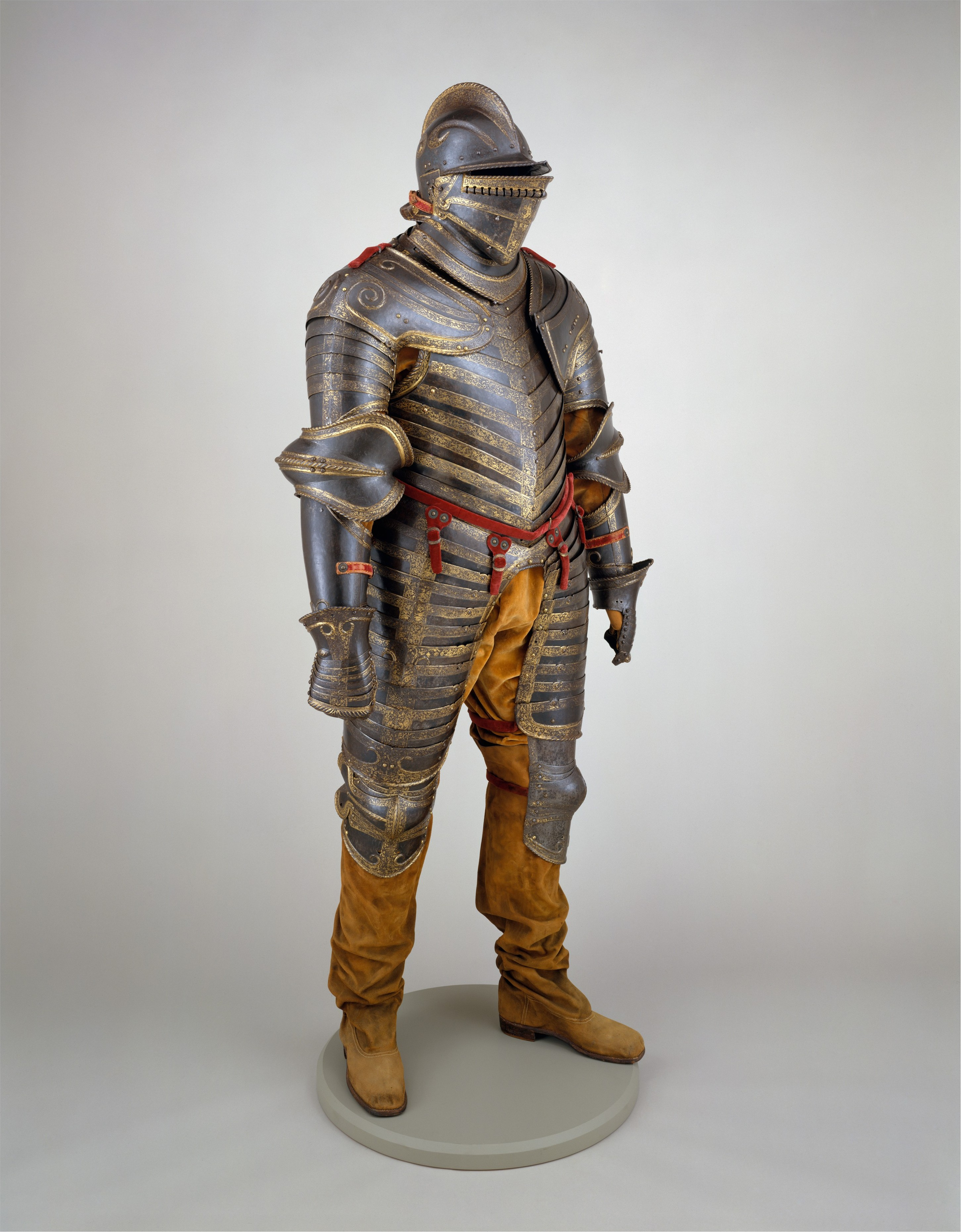
1544년 무렵 이탈리아에서 제작된 헨리 8세의 갑옷.

헨리 8세 당시 잉글랜드의 가장 큰 군사적 목표는 프랑스와 스코틀랜드였다. 잉글랜드는 북부의 전략적 요충지인 베릭어폰트위드와 칼라일에 상비군을 주둔시켜 두었고, 당시까지 잉글랜드의 영토였던 프랑스의 칼레에도 상비군이 주둔하였다. 이들을 제외하면 16세기 잉글랜드 내부의 상비군 규모는 몇 백명에 불과하였다. 1513년 프랑스 침공 당시 잉글랜드 군의 규모는 약 3만 명으로 월도와 비슷한 형태인 빌과 장궁으로 무장하였다. 이 무렵 유럽은 이미 초기 화승총인 아쿼버스와 이들을 기병으로부터 보호하기 위한 파이크로 무장하고 있었으나 이 시기 둘의 전력 차이는 그리 크지 않았다. 헨리 8세는 화약 무기에 대응하기 위해 자신의 군대를 새로운 갑옷으로 무장시켰고 공성을 위한 대포도 사용하였다.
헨리 8세는 카탈리나와의 파혼과 교황청과의 단절이 초래할 군사적 위협에 편집증적으로 노심초사하였고 이를 방지하기 위해 1538년 켄트에서 콘월까지 최첨단 방어 시설을 구축하였다. 이에 필요한 석재는 해산된 수도원을 철거하여 충당하였다. 잉글랜드는 국왕이 직접 통솔하는 상비군 외에도 외적의 침입에 대비한 지역별 민병대가 있었지만, 막상 방어태세를 점검한 토머스 울지는 그 동안 이들이 얼마나 허울뿐인 조직이었는 지 확인할 수 있을 뿐이었다. 울지의 뒤를 이은 토머스 크롬웰도 민병대 조직의 정비를 시도하였으나 성공하지 못하였고 잉글랜드의 지역 민병대 구성은 메리 1세 시기가 되어서야 완료될 수 있었다. 이들 민병대는 평소 생업에 종사하다가 유사시 소집되는 예비군 형태였으며, 해마다 정해진 약간의 기간 동안 소집되어 훈련을 받았기 때문에, 민병대의 훈련 수준은 높지 않았고 사기 또한 좋지 않았다. 또한 자신의 고향을 떠나 이동하는 것을 극도로 꺼렸다. 이는 훗날 잉글랜드 내전 시기 왕당파의 주축이었던 민병대가 의회파 신형군에 대패하는 요인 가운데 하나로 작용한다.
헨리 8세는 잉글랜드 왕립 해군의 창시자로 불린다. 그 이전에 해군이 없던 것은 아니나 이 시기에 함선에 대포를 장착하여 화약 무기에 의한 해전을 벌일 수 있게 되었다. 또한 전함 건조용 조선소를 설립하여 해군을 상비군화 할 수 있었다. 이로서 잉글랜드 해군의 전술은 중세의 접현과 승선에 의한 백병전에서 원거리 대포 사격으로 변화하였고 메리로즈호와 같은 5백 톤 이상의 대형 군함을 보유할 수 있었다. 헨리 8세의 해양위원회는 훗날 해군성으로 발전하게 된다.

### 잉글랜드 종교개혁
수장령은 잉글랜드 교회의 우두머리를 잉글랜드의 국왕으로 지정함으로써 교황청의 관할권을 부정한 것으로 이로 인해 잉글랜드 교회는 가톨릭과 분리되어 독자적인 신학과 조직을 갖는 성공회로 발전하였다.
잉글랜드 국교회의 성립은 헨리 8세의 개인적 이유에서 촉발되었으나 당시 이미 유럽을 휩쓸고 있던 종교 개혁의 영향을 받았으며 가톨릭에 대해 비판적 입장을 취하던 많은 르네상스 인문학자들과 개신교 신학자들의 지지 속에 이루어졌다. 헨리 8세는 수도원을 해체하고 이를 왕실과 민간의 재산으로 불하하여 잉글랜드 교회의 독립을 불가역적인 것으로 만들고자 하였으며, 따라서 잉글랜드의 종교 개혁은 종교적 사건일뿐만 아니라 매우 정치적인 사건이었다.

### 웨일스 병합과 아일랜드의 국왕 선포
헨리 8세는 1535년과 1542년의 웨일스 법을 통해 웨일스를 잉글랜드의 하위 구역으로 완전히 통합하였다. 웨일스는 13세기 이후 이미 잉글랜드의 지배를 받고 있었고 잉글랜드 국왕의 적장자에게는 관례적으로 웨일스공의 작위를 주어 왕실의 권위를 상징하였으나 이 때까지는 독자적 영토로 간주되고 있었다. 이 때의 합병 이후 웨일스는 잉글랜드의 일부로 간주되다가 1999년에 이르러서야 다시 독자적인 의회를 구성하였다.
아일랜드는 노르망디가 이후 끊임없이 잉글랜드의 침공을 받으며 점차 분할 되어 15세기 무렵이 되면 잉글랜드에 "순종하는" 렌스터와 먼스터, 그리고  명목상으로만 잉글랜드에 충성할 뿐 게일어를 사용하는 영주들이 지배하는 코노트와 얼스터로 나뉘게 되었다. 헨리 7세 시기까지도 잉글랜드의 국왕은 아일랜드에서 렌스터와 먼스터의 영주일 뿐이었다. 헨리 8세는 재위 초기 아버지의 정책을 그대로 이어받았으나 아일랜드 영주간의 불화를 틈타 잉글랜드의 지배권 강화를 계속하였다. 당시 잉글랜드 국왕의 입장에서 아일랜드는 로마 교황청의 승인을 받은 봉토였고 1542년 헨리 8세는 로마와 결별하면서 스스로 아일랜드의 국왕을 자처하게 된다. 헨리 8세는 분열되어 있던 켈트족 영주들의 상황을 이용하여 일단 영지를 국왕에게 귀속시킨 뒤 충성 서약을 받고 봉토를 하사하여 아일랜드 의회의 상원에 출석하도록 하였다. 그러나 이러한 계획은 전통적인 켈트 부족간 회의 체제에서는 실현될 수 없었고 1543년 헨리 8세는 봉토 재분배 계획을 철회하였다. 이후 잉글랜드의 국왕은 자동적으로 아일랜드의 국왕을 겸하는 것으로 선포되었으나 실제 아일랜드에 대한 지배는 여전히 불완전한 상태로 남아 엘리자베스 1세와 제임스 1세 시기 까지도 정복 전쟁이 이어졌다.

### 프랑스와 합스부르크 관계

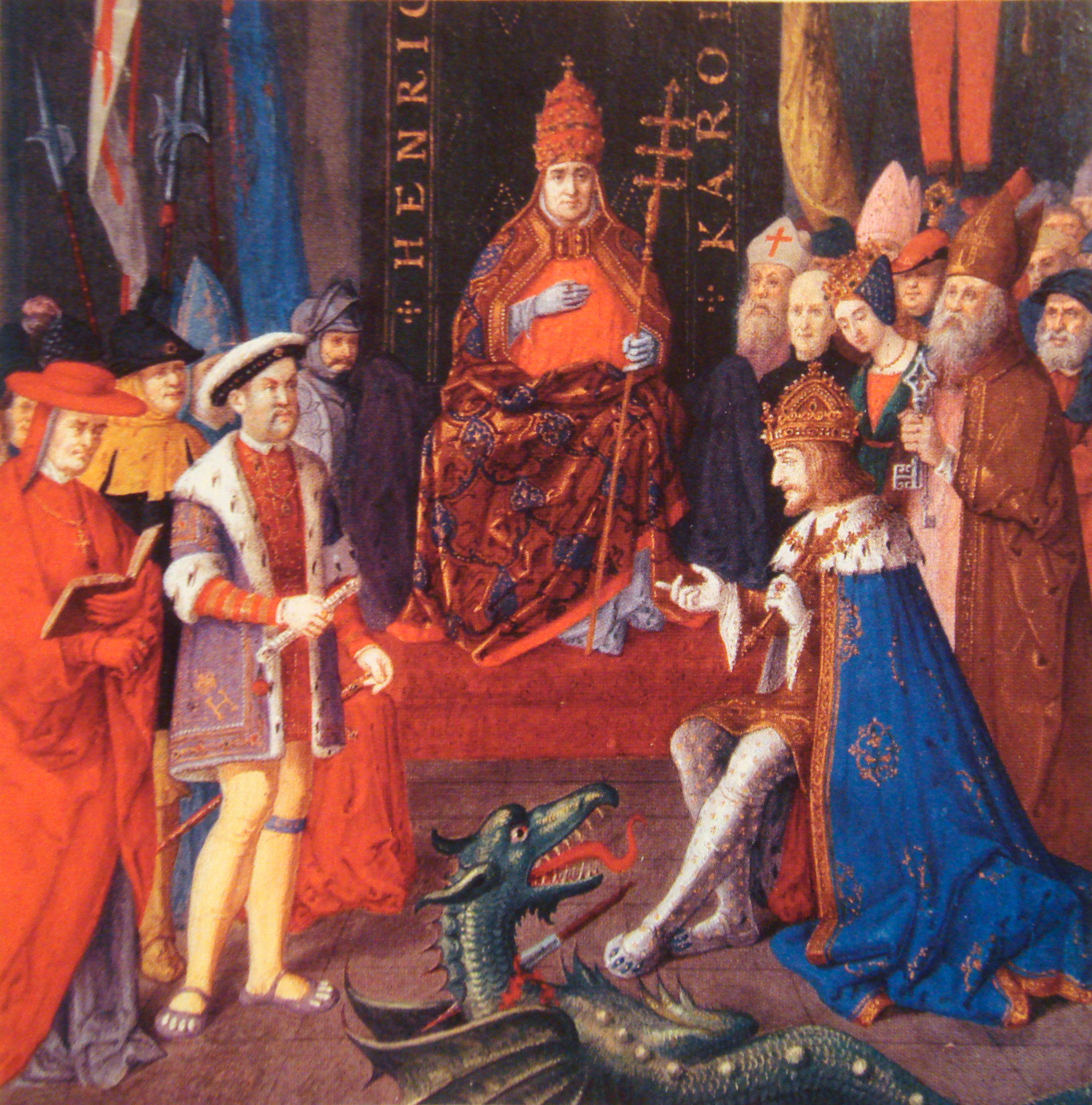
교황 레오 10세를 가운데에 두고 카를 5세(오른쪽)와 헨린 8세(왼쪽)을 그린 1520년 무렵의 그림.

헨리 8세는 차남으로서 형보다 못하다는 평을 받았던 열등감이 있었고 원하는 바를 고집하는 편집증적 성격으로 이기적이며 독선적인 태도를 보였다. 헨리 8세의 이러한 성격은 확실히 매혹적인 면이 있으면서도 위협적이고 때로는 병적이기까지 하였다.:278 아버지로부터 안정적인 왕권을 물려받았으나 이에 만족하지 않았고 왕국을 넘어선 제국의 통치자가 되려는 야망이 있었다. 은연중에 자신을 고대 로마의 콘스탄티누스 1세에 빗대었고 전설의 아서왕과 견주었다. 이러한 야심으로 헨리 8세는 백년 전쟁을 다시 일으켜서라도 프랑스의 왕위를 차지하겠다는 다소 시대 착오적인 명예욕을 보였다. 헨리 8세의 프랑스에 대한 야심은 다행이도 막대한 비용을 걱정하는 추밀원의 신료들에 의해 제지 당해 실현되지는 못하였으나, 헨리 8세 스스로는 그가 열중하였던 사냥과 도박과 같이 전쟁 역시 "왕들의 스포츠"로 여겼다.:278-279
한편 16세기 유럽은 프랑스 왕국와 합스부르크 군주국을 중심으로 스페인과 이탈리아의 도시 국가들이 복잡하게 얽힌 수 많은 전쟁들이 반복되는 시대였다. 신성 로마 제국을 앞세운 합스부르크가는 저지대 국가의 지배권을 놓고 프랑스와 대립하는 한편 베네치아 공화국과 대립하면서는 프랑스와 취약한 동맹을 맺기도 하였다. 당시 유럽에서 수시로 동맹이 바뀌는 일은 일상적인 일이었고 왕족의 결혼은 이러한 동맹의 상징이기도 하였다. 헨리 8세가 그리 마음에 내키지 않았던 카탈리나와 결혼을 결심한 것도 자신의 야심을 위해 스페인과 동맹 유지가 필요하였기 때문이다.
1510년 베네치아 공략을 놓고 프랑스가 합스부르크와 오월동주 격인 동맹을 맺자 헨리 8세는 루이 12세와 동맹을 추진하였고 신료는 이에 대한 찬반을 놓고 분열되었다. 헨리 8세 역시 프랑스에 대한 유화적 접근은 그야말로 임시방편에 불과하였기 때문에, 1511년 10월 교황 율리오 2세가 프랑스에 대항하는 캉브레 신성 동맹을 결성하자 헨리 8세도 이에 가담하며 스페인의 페란도 2세와도 동맹을 맺는 기회주의적 모습을 보였다. 베네치아를 둘러싼 이 전쟁에서 헨리 8세는 백년 전쟁 이후 잃었던 영지인 아키텐을 얻어 자신의 야심을 실현시킬 출발로 삼고자 하였고 이를 위해 스페인과 함께 참전하였다. 그러나 1512년 4월 전쟁이 선포된 이후 전투 양상은 헨리 8세의 바램대로 흘러가지 않았다. 페란도 2세 역시 잉글랜드와 동맹을 자신의 야망을 위한 도구로 여겼기 때문에 주도권을 놓치지 않으려 하여 두 동맹국 사이에 오히려 긴장감이 도는 상황이 되었다. 어찌 되었든 전쟁에서 프랑스를 꺾는 것이 중요하였기 때문에 갈등이 봉합된 가운데 교황청과 베네치아가 프랑스를 이탈리아 북부에서 몰아내어 승기를 잡았다. 헨리 8세는 합스부르크가의 막시밀리안 1세에게 프랑스와 동맹을 깨고 캉브레 신성 동맹에 가입하도록 설득함으로써 프랑스에 외교적 타격을 가했고 교황 율리오 2세는 이 업적을 칭송하며 헨리 8세에게 "프랑스의 가장 기독교적인 왕"의 칭호를 약속하였다. 루이 12세만 꺾을 수 있다면 헨리 8세가 파리에서 교황이 직접 프랑스의 왕관을 씌워주는 대관식을 열 수도 있는 상황이 되었다.
1513년 6월 30일 헨리 8세는 프랑스를 침공하였고 스퍼스 전투에서 승리하였다. 전투의 규모는 크지 않았지만 잉글랜드는 이 승리를 대대적으로 선전하였다. 헨리 8세는 테르완을 점령하고 이를 막시밀리언 1세에게 넘겨 주었고 이어서 투르네도 점령하였다. 헨리 8세가 직접 군대를 이끌고 프랑스를 침공하자 프랑스와 동맹을 맺고 있던 스크틀랜드의 제임스 4세가 잉글랜드를 공격하였다. 국왕이 부재한 가운데 잉글랜드는 1513년 9월 9일 플로든 전투에서 승리하여 스코틀랜드를 격퇴할 수 있었다. 이 전투에서 제임스 4세가 사망하여 스코틀랜드는 전쟁을 포기하고 퇴각할 수 밖에 없었다. 헨리 8세는 갈망하던 군사적 승리를 누렸으나 프랑스와 맞선 동맹에서 잉글랜드는 페란도 2세와 막시밀리언 1세 측의 전쟁 비용까지 부담하는 상황이었고 잉글랜드의 재정은 바닥을 드러냈다. 때마침 교황 율리오 2세가 사망하고 뒤를 이은 교황 레오 10세가 화친을 제의하자 1514년 헨리 8세는 루이 12세와 평화조약을 맺었고, 그해 10월 9일 여동생 메리와 루이 12세가 결혼하였다. 당시 루이 12세는 이미 52세의 나이였고 메리는 18세에 불과하였다. 루이 2세는 결혼 3개월 만에 사망하였고 메리는 잉글랜드로 돌아와 재혼하였다. 루이 12세의 왕위는 아들 프랑수아 1세가 계승하였다.

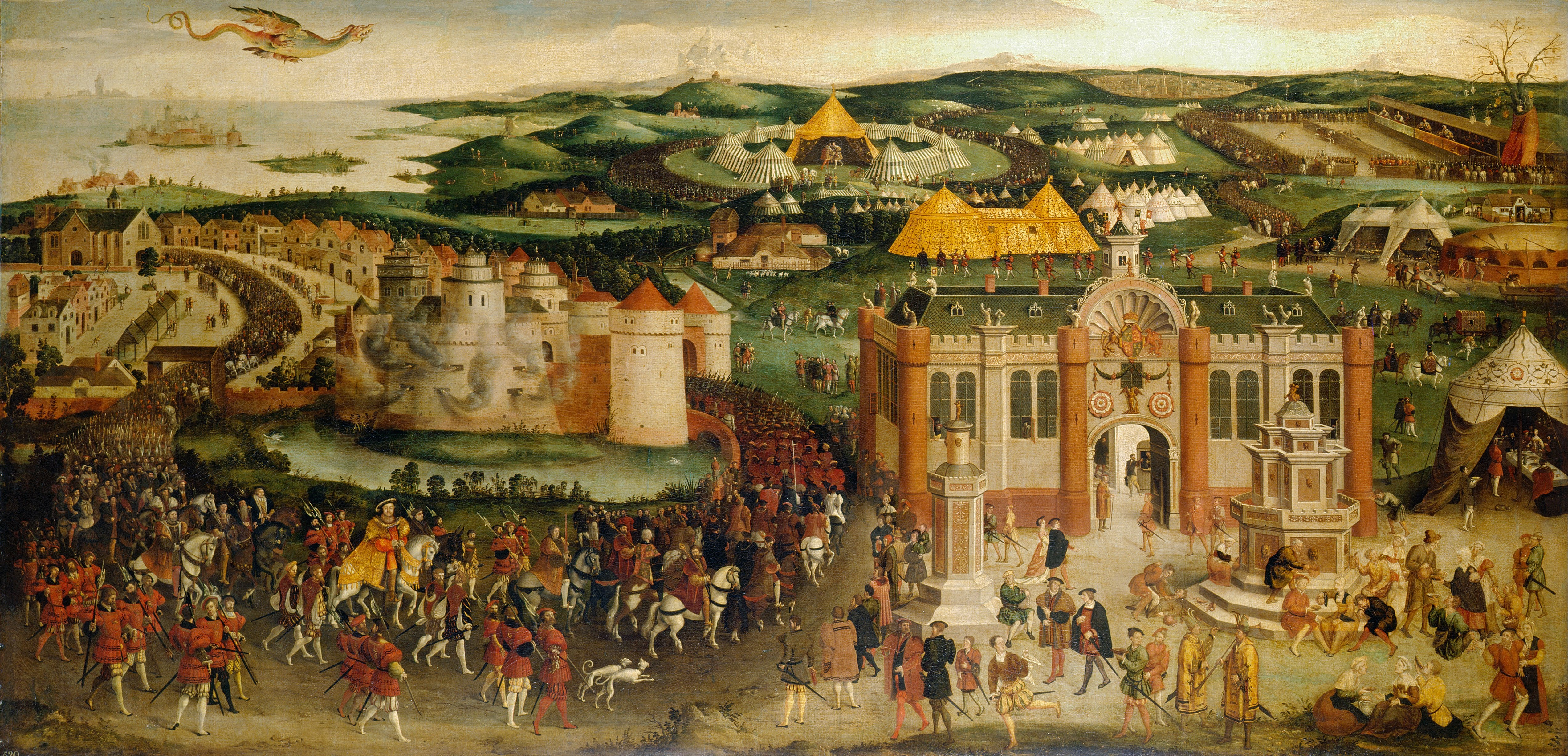
1520년 헨리 8세와 프랑수아 1세의 친선 회동 금란의 들판.

한편 합스부르크가는 카를 5세의 권력 승계가 진행되었다. 그는 1516년 스페인의 국왕으로 즉위하였고 1519년에는 할아버지인 막시밀리언 1세의 사망에 따라 신성 로마 제국의 황제를 계승하였다. 이로서 전쟁을 벌였던 주요 강대국의 통치자들 모두가 비교적 젊은 군주로 바뀌면서 유럽의 각국 관계는 새로운 상황을 맞게 되었다. 토머스 울지의 주도 아래 1518년 잉글랜드와 프랑스 및 합스부르크가 사이의 상호불가침 조약인 런던 조약이 채결되었다. 1520년 헨리 8세는 칼레에서 멀지 않은 금란의 들판을 찾아 프랑스와 친선을 도모하였다. 그러나 잉글랜드와 프랑스는 둘 다 포기할 수 없는 숙원 때문에 갈등을 피할 수 없는 상황이었다. 헨리 8세는 자신의 프랑스 왕위에 대한 주장을 철회할 생각이 없었고, 프랑수아 1세는 그때 까지도 잉글랜드의 영토로 남아있던 칼레를 프랑스에 복속시키려는 욕망을 숨기지 않았다. 그러나 헨리 8세는 더 이상 전쟁을 치를 재정적 여력이 없었고 프랑수아 1세는 당장의 더 큰 문제인 합스부르크가와의 대립 때문이라도 잉글랜드와 갈등을 일으킬 수 없었기에 둘은 임시적 조치로서 금란의 들판 회동을 가질 수 밖에 없었다. 당시 프랑수아 1세의 당면한 과제는 프랑스의 영토이나 사실상 국왕의 영향력이 미치지 않는 합스부르크가의 영지인 부르고뉴 공국 문제였다.
1521년 결국 런던 조약을 통한 불가침 협약은 깨지고 말았고 프랑스는 이탈리아 전쟁을 재개하였다. 1525년 2월 24일 파비아 전투에서 프랑수아 1세가 포로로 사로잡히자 상황은 프랑스에 불리하게 돌아갔고, 그 해 8월 헨리 8세는 모어 조약을 통해 전쟁에서 발을 뺐다. 이듬해인 1526년 프랑수아 1세는 여전히 포로인 상태에서 마드리드 조약으로 부르고뉴를 포기할 수 밖에 없었다. 헨리 8세는 8년여에 걸친 전쟁을 통해 군사적 위엄을 보이려는 야망을 실현하였으나 실제 잉글랜드가 얻은 이익은 크지 않았다.

## 평가와 비판
헨리 8세는 치세 동안 보여준 복잡한 성격으로 수 세기에 걸쳐 온갖 칭찬과 비난을 동시에 받았지만 근세 잉글랜드의 한 획을 그은 인물이라는 점에 대해서는 이견이 없다. 헨리 8세에 대한 전통적인 견해는 그가 가문의 유지와 외교적 동맹, 정복욕 등 복잡한 원인을 가지고 파혼과 재혼을 반복하는 개인적 실패를 겪으면서도 잉글랜드의 부흥을 열었다는 긍정적인 면을 부각하는 것이었지만 1953년 GR 엘튼은 토머스 크롬웰의 역할을 부각시키면서 헨리 8세의 개인적 욕구가 크롬웰의 개혁과 일치하였기에 그를 추종하였다고 재해석하였다. 엘튼은 헨리 8세 스스로는 종교 개혁이나 외교적 대처에 대한 확고한 신념은 없었고 오직 자신의 이익만을 추구하는 "자기중심적 괴물"이었으며 이는 결국 크롬웰의 몰락과 함께 국정의 혼돈으로 이어지게 되었다고 본다.
엘튼의 제자였던 스카릭스브릭은 크롬웰의 역할에 대한 스승의 견해를 지지하면서도 헨리 8세가 단지 개인적 이익외에 관심이 없었다기 보다는 특히 외교와 전쟁에 대해 자신만의 야망을 가지고 적극적으로 개입하였다고 평가한다. 이 관점에서 수장령과 가톨릭과의 결별은 헨리 8세에게는 다른 여러 통치의 한 가지였을 뿐이다. 스카릭스브릭은 헨리 8세를 모순적이지만 강렬하고 매력있는 르네상스적 인물로 묘사한다.
헨리 8세의 성격 변화에 주목하는 견해도 있다. 헨리 8세는 안정적인 초기 통치 시기 경건하고 관용적인 면을 보였지만 카탈리나와의 파혼 이후 여러 원인이 겹친 급박스런 시기를 맞아서 기회주의적이고 이기적인 "거대한 폭군"으로 변하였다는 것이다. 이 모든 것이 경계성 신경증을 지닌 헨리 8세의 성격에서 비롯되었다는 견해도 있다. 레이시 볼드윈 스미스는 헨리 8세가 어떤 비범한 재능을 지녔다기 보다 급하고 의심많은 성격에 평범한 지능을 인물로 그 시대에 그 위치에 있었기 때문에 가장 이기적인 행동을 취했을 뿐이라고 평가한다.

## 같이 보기
- 영국의 군주
- 성공회, 수장령
- 종교개혁, 코냑 동맹 전쟁,
- 이반 4세, 로렌초 캄페지오, 교황 클레멘스 7세
- 잉글랜드의 종교 개혁

## 참고 문헌
- Arnold, Thomas (2001). 《The Renaissance at War》. London: Cassell and Company. ISBN 0-3043-5270-5.
- Ashrafian, Hutan (2011). “Henry VIII's Obesity Following Traumatic Brain Injury”. 《Endocrine》 42 (1): 218–219. doi:10.1007/s12020-011-9581-z. PMID 22169966. S2CID 37447368.
- Bernard, G. W. (2005). 《The King's Reformation: Henry VIII and the Remaking of the English Church》. Yale University Press. ISBN 978-0-3001-0908-5.
- Betteridge, Thomas (2005). “The Henrician Reformation and Mid-Tudor Culture”. 《Journal of Medieval and Early Modern Studies》 35 (1): 91–109. doi:10.1215/10829636-35-1-91.
- ——; Freeman, Thomas S. (2012). 《Henry VIII in History》. Ashgate Publishing, Ltd. ISBN 978-1-4094-6113-5.
- Brigden, Susan (2000). 《New Worlds, Lost Worlds》. Penguin. ISBN 978-0-1401-4826-8.
- Chibi, Andrew A. (1997). “Richard Sampson, His Oratio, and Henry VIII's Royal Supremacy”. 《Journal of Church and State》 39 (3): 543–560. doi:10.1093/jcs/39.3.543. ISSN 0021-969X.
- Churchill, Winston (1966). 《The New World》. History of the English Speaking Peoples 2. Cassell and Company.
- Crofton, Ian (2006). 《The Kings and Queens of England》. Quercus Books. ISBN 978-1-8472-4141-2.
- Cruz, Anne J.; Suzuki, Mihoko (2009). 《The Rule of Women in Early Modern Europe》. University of Illinois Press. ISBN 978-0-2520-7616-9.
- Davies, Jonathan (2005). “'We Do Fynde in Our Countre Great Lack of Bowes and Arrows': Tudor Military Archery and the Inventory of King Henry VIII”. 《Journal of the Society for Army Historical Research》 83 (333): 11–29. ISSN 0037-9700.
- Elton, Geoffrey R. (1977). 《Reform and Reformation: England, 1509–1558》. Edward Arnold. ISBN 0-7131-5952-9.
- Farquhar, Michael (2001). 《A Treasure of Royal Scandals》. Penguin Books. ISBN 0-7394-2025-9.
- Fraser, Antonia (1994). 《The Wives of Henry VIII》. Vintage Books. ISBN 978-0-6797-3001-9.
- Guicciardini, Francesco (1968).  Alexander, Sidney, 편집. 《The History of Italy》. Princeton University Press. ISBN 978-0-6910-0800-4.
- Gunn, Steven (1991). “Tournaments and Early Tudor Chivalry”. 《History Today》 41 (6): 543–560. ISSN 0018-2753.
- Guy, John (1997). 《The Tudor monarchy》. Arnold Publishers. ISBN 978-0-3406-5219-0.
- —— (2000). 《The Tudors: a Very Short Introduction》. Oxford University Press. ISBN 978-0-1916-0651-9.
- Hays, J. N. (2010). 《The Burdens of Disease: Epidemics and Human Response in Western History》. Rutgers University Press. ISBN 978-0-8135-4613-1.
- Hart, Kelly (2009). 《The Mistresses of Henry VIII》. The History Press. ISBN 978-0-7524-4835-0.
- Hall, Edward (1904).  Charles Whibley, 편집. 《The Triumphant Reign of Henry VIII》. T.C. & E.C. Jack. OCLC 644934802.
- Haigh, Christopher (1993). 《English Reformations: Religion, Politics, and Society under the Tudors》. Clarendon Press. ISBN 978-0-1982-2162-3.
- Hibbert, Christopher; Weinreb, Ben; Keay, Julia; Keay, John (2010). 《The London Encyclopaedia》 3판. Macmillan. ISBN 978-1-4050-4925-2.
- Hutchinson, Robert (2012). 《Young Henry: The Rise of Henry VIII》. Macmillan. ISBN 978-1-2500-1261-6.
- Ives, Eric (2005). 《The Life and Death of Anne Boleyn: 'The Most Happy'》. Oxford: Blackwell Publishing. ISBN 978-1-4051-3463-7.
- —— (2006). “Will the Real Henry VIII Please Stand Up?”. 《History Today》 56 (2): 28–36. ISSN 0018-2753.
- Lehmberg, Stanford E. (1970). 《The Reformation Parliament, 1529–1536》. Cambridge University Press. ISBN 978-0-5210-7655-5.
- Lipscomb, Suzannah (2009). “Who was Henry?”. 《History Today》 59 (4).
- Loades, David (2009). 《Henry VIII: Court, Church and Conflict》. The National Archives. ISBN 978-1-9056-1542-1.
- Meyer, G. J. (2010). 《The Tudors: The Complete Story of England's Most Notorious Dynasty》. Presidio Press. ISBN 978-0-3853-4076-2.
- Montefiore, Simon Sebag (2008). 《History's Monsters: 101 Villains from Vlad the Impaler to Adolf Hitler》. Querkus Publishing Plc. ISBN 978-1-4351-0937-7.
- Morris, T.A. (1999). 《Tudor Government》. Routledge. ISBN 978-0-2039-8167-2. 2013년 3월 20일에 확인함.
- Murphy, Neil (2016). “Violence, Colonization and Henry VIII's Conquest of France, 1544–1546”. 《Past and Present》 233 (1): 13–51. doi:10.1093/pastj/gtw018.
- Pollard, A. F. (1905). 《Henry VIII》. Longmans, Green & Company.
- Rex, Richard (1996). “The Crisis of Obedience: God's Word and Henry's Reformation”. 《The Historical Journal》 39 (4): 863–894. doi:10.1017/S0018246X00024687. JSTOR 2639860. S2CID 159649932.
- Scarisbrick, J. J. (1968). 《Henry VIII》. University of California Press. ISBN 978-0-5200-1130-4.
- Scarisbrick, J. J. (1997). 《Henry VIII》 2판. Yale University Press. ISBN 0-3000-7158-2.
- Smith, Lacey Baldwin (1971). 《Henry VIII: the Mask of Royalty》. Academy Chicago. ISBN 978-0-8973-3056-5.
- Starkey, David (2003). 《Six Wives: The Queens of Henry VIII》. Chatto & Windus. ISBN 978-0-7011-7298-5.
- —— (2008). 《Henry: Virtuous Prince》. HarperCollins. ISBN 978-0-0072-8783-3.
- Stöber, Karen (2007). 《Late Medieval Monasteries and Their Patrons: England and Wales, c. 1300–1540》. Boydell Press. ISBN 978-1-8438-3284-3.
- Thomas, Andrea (2005). 《Princelie Majestie: The Court of James V of Scotland 1528–1542》. John Donald Publishers Ltd. ISBN 978-0-8597-6611-1.
- Thurley, Simon (1993). 《The Royal Palaces of Tudor England》. Yale University Press. ISBN 978-0-3000-5420-0.
- Weir, Alison (1991). 《The Six Wives of Henry VIII》. Grove Press. ISBN 0-8021-3683-4.
- —— (2002). 《Henry VIII: The King and His Court》. Random House Digital, Inc. ISBN 0-3454-3708-X.
- Williams, James (2005). “Hunting and the Royal Image of Henry VIII”. 《Sport in History》 25 (1): 41–59. doi:10.1080/17460260500073082. ISSN 1746-0263. S2CID 161663183.
- Williams, Neville (1971). 《Henry VIII and his Court》. Macmillan Publishing Co. ISBN 978-0-0262-9100-2.
- Ashley, Mike (2002). 《British Kings & Queens》. Running Press. ISBN 0-7867-1104-3.
- Bowle, John (1964). 《Henry VIII: A Study of Power in Action》. Little, Brown and Company. ASIN B000OJX9RI.
- Erickson, Carolly (1984). 《Mistress Anne: The Exceptional Life of Anne Boleyn》. Summit Books. ASIN B002RTJWA6.
- Cressy, David (1982). “Spectacle and Power: Apollo and Solomon at the Court of Henry VIII”. 《History Today》 32 (Oct): 16–22. ISSN 0018-2753.
- Gardner, James (1903). 〈Henry VIII〉. 《Cambridge Modern History》 2.
- Graves, Michael (2003). 《Henry VIII》. Pearson Longman. ISBN 978-0-5823-8110-0.
- Ives, E. W. (2004). 〈The Oxford Dictionary of National Biography〉. 《옥스포드 영국 인명 사전》 온라인판. 옥스포드 대학교 출판부. doi:10.1093/ref:odnb/12955. (Subscription 또는 UK 공공도서관 회원 필수.)
- Pollard, Albert Frederick (1911). 〈Henry VIII. of England〉. 《브리태니커 백과사전》 13 11판. 287–290쪽.
- Rex, Richard (1993). 《Henry VIII and the English Reformation》. Macmillan International Higher Education. ISBN 978-1-3492-2586-6.
- Ridley, Jasper (1985). 《Henry VIII》. Viking. ISBN 978-0-6708-0699-7.
- Starkey, David (2002). 《The Reign of Henry VIII: Personalities and Politics》. Random House. ISBN 978-0-0994-4510-4.
- ——; Doran, Susan (2009). 《Henry VIII: Man and Monarch》. British Library Publishing Division. ISBN 978-0-7123-5025-9.
- Tytler, Patrick Fraser (1837). 《Life of King Henry the Eighth》. Edinburgh: Oliver & Boyd. 2008년 8월 17일에 확인함.
- Wilkinson, Josephine (2009). 《Mary Boleyn: The True Story of Henry VIII's Favourite Mistress》 2판. Amberley Publishing. ISBN 978-0-3000-7158-0.
- Weir, Alison (1996). 《The Children of Henry VIII》. Ballantine Books. ISBN 978-0-3453-9118-6.
- Wooding, Lucy (2015). 《Henry VIII》 2판. Routledge. ISBN 978-1-1388-3141-4.
- Bernard, G. W. (1986). 《War, Taxation, and Rebellion in Early Tudor England: Henry VIII, Wolsey, and the Amicable Grant of 1525》.
- —— (1998). “The Making of Religious Policy, 1533–1546: Henry VIII and the Search for the Middle Way”. 《Historical Journal》 41 (2): 321–349. doi:10.1017/S0018246X98007778. ISSN 0018-246X. JSTOR 2640109. S2CID 159952187.
- Bush, M. L. (2007). “The Tudor Polity and the Pilgrimage of Grace”. 《Historical Research》 80 (207): 47–72. doi:10.1111/j.1468-2281.2006.00351.x. ISSN 0950-3471.
- Doran, Susan (2009). 《The Tudor Chronicles: 1485–1603》. Sterling Publishing. 78–203쪽. ISBN 978-1-4351-0939-1.0
- Elton, G. R. (1962). 《The Tudor Revolution in Government: Administrative Changes in the Reign of Henry VIII》 Revis판. Cambridge University Press. ISBN 978-0-5210-9235-7.
- Guy, John (2013), 《The Children of Henry VIII》, Oxford University Press
- Head, David M. (1982). “Henry VIII's Scottish Policy: a Reassessment”. 《Scottish Historical Review》 61 (1): 1–24. ISSN 0036-9241.
- Hoak, Dale (2005). “Politics, Religion and the English Reformation, 1533–1547: Some Problems and Issues”. 《History Compass》 (3). ISSN 1478-0542.
- Lindsey, Karen (1995). 《Divorced, Beheaded, Survived: A Feminist Reinterpretation of the Wives of Henry VIII》. Reading, MA: Addison-Wesley Publishing Co. ISBN 0-2016-0895-2.
- MacCulloch, Diarmaid, 편집. (1995). 《The Reign of Henry VIII: Politics, Policy, and Piety》.
- Mackie, J. D. (1952). 《The Earlier Tudors, 1485–1558》.
- Moorhouse, Geoffrey (2003). 《The Pilgrimage of Grace: the Rebellion That Shook Henry VIII's Throne》. Phoenix. ISBN 978-1-8421-2666-0.
- —— (2007). 《Great Harry's Navy: How Henry VIII Gave England Seapower》.
- —— (2009). 《The Last Divine Office: Henry VIII and the Dissolution of the Monasteries》.
- Slavin, Arthur J., 편집. (1968). 《Henry VIII and the English Reformation》.
- Smith, H. Maynard (1948). 《Henry VIII and the Reformation》.
- Stubbs, William, “The Reign of Henry VIII.”, 《Seventeen lectures on the study of medieval and modern history and kindred subjects》, 위키데이터 Q107248000
- ——, “Parliament under Henry VIII.”, 《Seventeen lectures on the study of medieval and modern history and kindred subjects》, 위키데이터 Q107248047
- Thurley, Simon (1991). “Palaces for a Nouveau Riche King”. 《History Today》 41 (6).
- Wagner, John A. (2003). 《Bosworth Field to Bloody Mary: An Encyclopedia of the Early Tudors》. Bloomsbury Academic. ISBN 1-5735-6540-7.
- Walker, Greg (2005). 《Writing under Tyranny: English Literature and the Henrician Reformation》.
- Wernham, Richard Bruce (1966), 《Before the Armada: The Growth of English Foreign Policy, 1485–1588》. History of foreign policy
- Coleman, Christoper; Starkey, David, 편집. (1986). 《Revolution Reassessed: Revision in the History of Tudor Government and Administration》.
- Fox, Alistair; Guy, John, 편집. (1986). 《Reassessing the Henrician Age: Humanism, Politics and Reform 1500–1550》.
- Head, David M. (1997). “'If a Lion Knew His Own Strength': the Image of Henry VIII and His Historians”. 《International Social Science Review》 72 (3–4): 94–109. ISSN 0278-2308.
- Marshall, Peter (2009). “(Re)defining the English Reformation” (PDF). 《Journal of British Studies》 48 (3): 564–585. doi:10.1086/600128.
- O'Day, Rosemary (2015), 《The debate on the English Reformation》 2판
- ——, 편집. (2010), 《The Routledge Companion to the Tudor Age》
- Rankin, Mark; Highley, Christopher; King, John N., 편집. (2009), 《Henry VIII and his afterlives: literature, politics, and art》, Cambridge University Press
- 《Letters and papers, foreign and domestic, of the reign of Henry VIII》, (36 volumes, 1862–1908)
- Douglas, David Charles; Williams, C. H., 편집. (1996), 《English Historical Documents, 1485–1558》, OCLC 247046009
- Harrison, William; Edelen, Georges (1995). 《The Description of England: Classic Contemporary Account of Tudor Social Life》. Dover Publications Inc. ISBN 978-0-4862-8275-6.
- Luther, Martin (1918). 〈1521–1530〉.   Smith, Preserved; Jacobs, Charles M. 《Luther's Correspondence and Other Contemporary Letters》 2. Lutheran Publication Society.
- Nicolas, Nicholas Harris, 편집. (1827), 《The Privy Purse Expences of Henry VIII, 1529–1532》, London: Pickering